# Letteratura lesbica

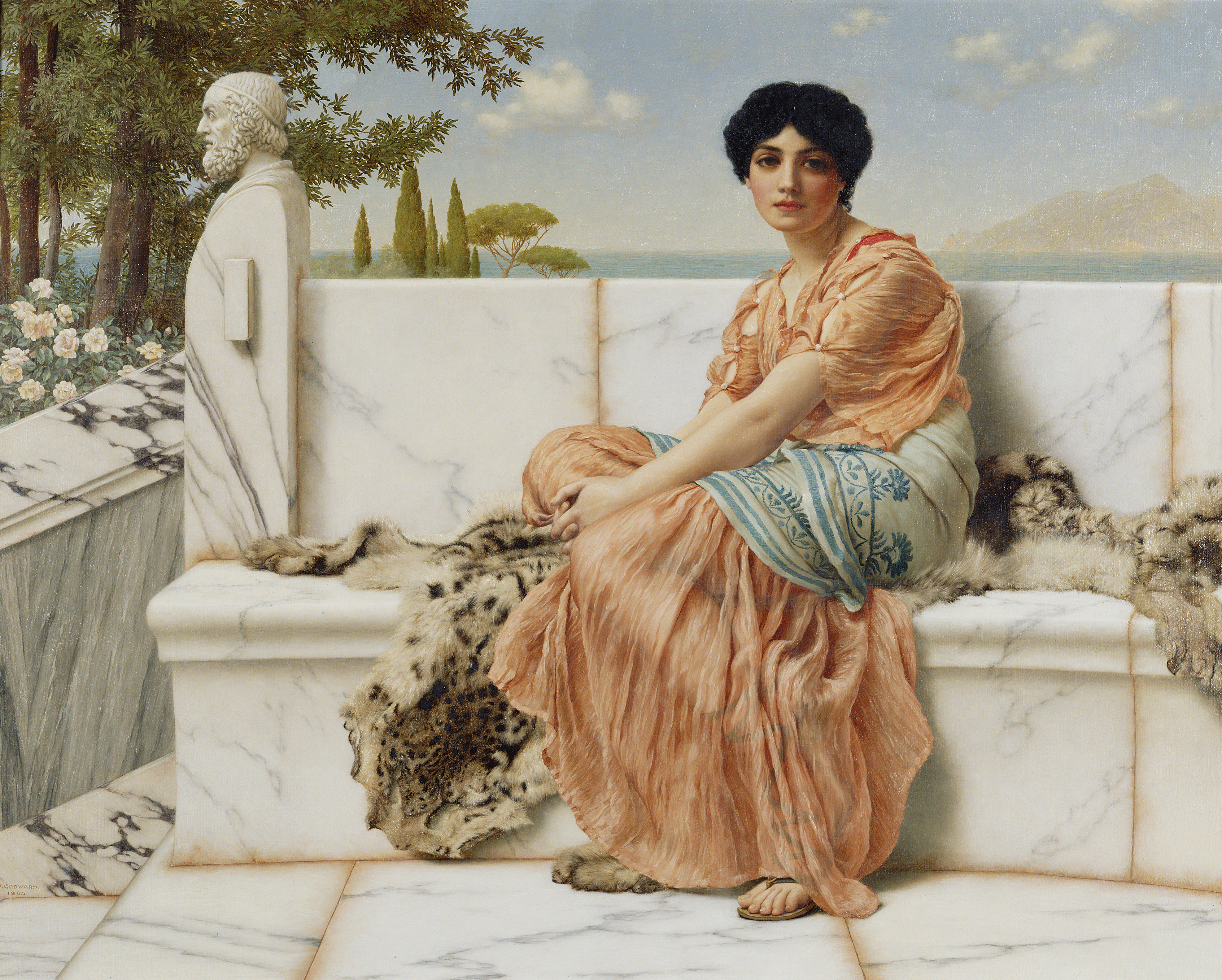
Saffo di Lesbo, così come venne raffigurata nel 1904 dal pittore John William Godward; diede al termine "lesbica" la connotazione del desiderio erotico rivolto da donne nei confronti di altre donne.

La letteratura lesbica è un sottogenere letterario che affronta temi lesbici; comprende poesie, opere teatrali, fiction che trattano di personaggi lesbici e finanche opere non narrative su argomenti di interesse lesbico. Il romanzo o racconto di finzione che rientra in tale categoria può essere di qualsiasi genere, passando dalla narrazione a sfondo storico alla fantascienza, dal fantasy all'horror fino al più classico testo sentimentale e/o d'amore del romanzo rosa.

## Panoramica
La letteratura lesbica include opere di autrici con un orientamento sessuale lesbico nonché opere a tema lesbico - o il cui contenuto assume una certa importanza per la tematica lesbica - di autori eterosessuali; tra le prime che pur non trattando esplicitamente di temi lesbici sono ancora spesso considerate parte integrante di un tale gruppo letterario.

Le opere di scrittori etero che trattano il tema sono per lo più incidentali (occupandosi della questione sullo sfondo della storia principale) e pertanto non vengono per lo più incluse di fatto nella vera e propria categoria, non essendo giudicati abbastanza importanti ai fini del tema affrontato.

Il labrys, simbolo a partire dalla fine degli anni 1970 della forza e dell'autosufficienza delle lesbiche e delle femministe.

Alcune di queste opere vengono ad assumere un'importanza più a livello storico, altre invero un valore maggiormente artistico e da allora in poi il mondo della narrativa lesbica proseguì nella sua crescita e sviluppo col passare dei secoli, mutando in parte anche forme e contenuti; certune sono giunte a rappresentare nel corso dei secoli elementi di notevole valore letterario. Fino alla seconda metà del XX secolo la letteratura lesbica contemporanea s'incentrò nella stampa di diverse e piccole opere a contenuto esclusivamente lesbico per opera di editori minori, oltre che - in seguito - su fandom online.
Da quando tuttavia è iniziato il nuovo millennio molte pubblicazioni lesbiche hanno subito un processo di ramificazione fino ad includere anche le opere di uomini e donne transessuali, voci di gay e bisessuali ed altre opere Queer non ancora ben rappresentate dalla stampa mainstream. Infine anche i romanzi con temi e personaggi espressamente lesbici sono sempre più stati accolti anche nella pubblicazione di massa.

## Precursori

### Antichità

#### Antica Grecia
Il primo lavoro fondamentale della letteratura lesbica è a tutti gli effetti la poesia della grande Saffo, vissuta nell'Antica Grecia, civiltà da sempre celebre per le libertà che concedeva alle persone riguardo alla sessualità, qualunque essa fosse. Da quanto se ne può dedurre dai vari scritti antichi preservatici gli storici hanno dedotto che un gruppo di giovani donne venne per un certo lasso di tempo lasciato sotto la responsabilità, la guida e la direzione dell'insegnante di Lesbo per la loro istruzione o edificazione culturale.
Quel che rimane della sua poesia non è molto, ma ciò nonostante ben mostra gli argomenti su cui ha scritto: la vita quotidiana delle ragazze del tiaso, le reciproche relazioni interpersonali e i rituali svolti a cui furono sottoposte. La poetessa si concentrò in una maniera particolare sulla bellezza delle giovani a lei affidate e proclamò il proprio amore nei confronti delle ragazze adolescenti (vedi ad esempio Ode della gelosia (fr. 31 Voigt)). Anche il suo celebre Inno ad Afrodite, nel quale Saffo chiede conforto nella divinità, nacque, secondo le documentazioni, dalla frustrazione della poetessa a causa di un amore non corrisposto per una ragazza.
(Saffo in una poesia d'amore dedicata ad una ragazza amata, forse una sua allieva)
(Estratto di una poesia di Saffo, dedicata ad una ragazza da lei amata, andata via da Lesbo)
Il nome stesso della poetessa ha poi dato origine alla parola "saffico" (vedi Storia del lesbismo); tale termine non è stato comunque applicato all'omosessualità femminile prima del XIX secolo.
Inoltre, del poeta greco arcaico spartano Alcmane, considerato il creatore ufficiale della poesia d’amore, è giunto fino a noi il Partenio I (il partenio particolare carme solitamente recitato da un coro di fanciulle, spesso accompagnato da musica e danza), un vero e proprio "matrimonio" tra ragazze, databile addirittura al VII secolo a.C. ed il cui testo è purtroppo in gran parte andato perduto. In esso vi è un coro che loda due fanciulle: Agidò, per la sua bellezza paragonata al Sole, e Agesicora, la corifea che dirige del coro; la canzone ad un certo punto recita, dal punto di vista di Agidò: «È Agesicora che mi strugge, lei dalla chioma bionda è desiderabile». Il coro di ragazze continua poi ad esaltare con ampie allusioni erotiche le due ragazze, definite «più melodiose di due sirene innamorate».
Il testo originale e molto frammentario è conservato al Louvre di Parigi.
Anche il greco Platone, nel suo celebre Simposio, scritto nel IV secolo a.C., scrisse che v'erano «molte donne che per nulla pensano agli uomini, ma più volentieri sono propense ad amoreggiare con donne». Così come anche Plutarco narrò che «a Sparta tante donne trovavano l’amore tra le braccia di altre donne».

#### Antica Roma
Nella Roma sotto il principato di Augusto, Ovidio, nel Libro IX de Le metamorfosi, suo più celebre componimento, narrò il mito di Ifi, ambientato a Creta: la bambina, figlia di Ligdo e Teletusa, nata femmina ma da sempre trattata e vestita come un maschio (tanto che persino il suo nome è adatto ad entrambi i sessi), all'età di tredici anni viene promessa in sposa da suo padre a una ragazza bellissima di nome Iante. Come scrive Ovidio teneramente: «Un reciproco amore sboccia nei loro cuori ingenui / ferendoli entrambi; ma diverse sono le aspettative: / Iante non vede l’ora che venga il tempo delle nozze promesse, / convinta che colei che crede un uomo presto sarà suo marito». Ifi, disperata dal fatto che non potrà mai possedere l'amata, piangendo esclama: «Che fine farò. So bene di essere posseduta da una passione amorosa inaudita, strabiliante» e dice a sé stessa che pure arde d’amore per Iante: «Perché non ti liberi di questa fiamma sconsiderata e stolta? [...] è la natura che non lo vuole».
Anche la madre Teletusa è preoccupata e più volte rimanda le nozze accampando scuse; tuttavia il grande giorno presto arriva, e così la donna si reca con la figlia al tempio di Iside-Era, che alla fine, compassionevole, trasforma Ifi in un maschio, permettendole di rimanere sé stessa ma anche di sposare la sua amata Iante. Il mito è inoltre uno dei primissimi esempi a tematica transessuale.
Seneca il Vecchio, padre del più noto Seneca, nelle Controversiæ denunciò un marito che aveva ucciso la moglie dopo averla sorpresa a letto con un'altra donna, cosa che fa supporre che l'adulterio omosessuale fosse considerato una pratica più insopportabile dell'adulterio tra donna e uomo.
Il satirico Valerio Marziale, nei suoi celebri Epigrammi parla bene e più volte di donne aventi relazioni con altre donne. Per esempio, nell'Epigramma 9 appare Bassa: «Poiché vedevo che non stavi mai in compagnia dei maschi / e che nessun pettegolezzo ti assegnava, Bassa, un amante, / ma una schiera di donne prendeva parte vicino a te / a tutte le cerimonie, senza la presenza di uomini, / mi sembravi, te lo confesso una Lucrezia. Ma tu, / delitto orrendo, eri una violentatrice […] la tua lussuria prodigiosa finge di fare la parte del maschio. / Hai escogitato una mostruosità degna di un indovinello tebano: / ci può essere un adulterio senza la presenza di un uomo?»; nell'Epigramma 70 vi è poi Filenide, definita ironicamente «la più lesbica fra le lesbiche, fai bene / a chiamare di giorno "amica" la ragazza con cui di notte hai selvaggi rapporti». Al contrario Giovenale, celebre per la sua misoginia, malvede il lesbismo, scrivendo che «non vi è più castità» e che le donne «oramai si cavalcano reciprocamente.»

#### Medio Oriente
Il filosofo originario dell'attuale Siria Giamblico (245-325), scrivendo in greco antico, nello spesso Babyloniaca, ricco di esotiche avventure, dopo aver descritto Berenice, una principessa dell'Antico Egitto che ama e sposa un’altra donna, afferma con assoluto disprezzo (e non con i toni teneri, rispettosi e scherzosi degli autori già citati) che «un tale amore è selvaggio e senza legge».

### Poesia femminile andalusa
La regione spagnola dell'Andalusia diede i natali a numerose poetesse, come Elena Martin Vivaldi, Concha Lagos, Maria Victoria Atencia e Pilar Paz Pasamar, spesso trattanti l'amore femminile nelle proprie composizioni.

### Medioevo

#### Medio Oriente
Mettendo da parte l'Europa, dove l'autorità principale era ormai da secoli in mano alla Chiesa (che, ovviamente, definì da subito qualsiasi rapporto omosessuale "un abominio", "una causa per andare all'Inferno" e perciò non permetteva questo tipo di relazioni senza punirle), in tutto il Medio Oriente, e in questo caso in Arabia vi furono diversi esempi di letteratura lesbica, non considerata un tabù: prima tra tutte la vicenda di Hind bint Al-Nu’man, databile al X secolo.
Hind bint Al-Nu’man era una principessa immaginaria, figlia del re di Al-Hira, che intrattiene una romantica e passionale storia d'amore con Al-Zarqa, ragazza famosa per la sua bellezza e le sue capacità nella magia. Quando purtroppo quest'ultima muore, Hind porta nel suo cuore il lutto e le fa anche costruire un monastero a cui dà il suo nome. "La sua lealtà è stata un esempio che i poeti hanno celebrato" è la frase con cui si chiude la storia.
Inoltre, questo ed altri tanti testi mostrano la grande fluidità e pratiche sessuali presente nell'antico mondo musulmano: in alcune opere si può leggere di donne travestite da paggi di corte, con i capelli corti e i baffi finti, pratica utilizzata in molte donne guerriere, più o meno mascherate, che intrattenevano rapporti omoerotici tra loro; oppure vi è un passo in cui si narra una principessa persiana che passa senza difficoltà da avere un amante uomo ad un'amante donna.
Inoltre, in uno delle più importanti opere letterarie orientali, ossia ne Le mille e una notte, molte donne, tra cui Aluf e Zananir, che nella loro storia prendono la parola per proclamare con orgoglio che non amano e non desiderano gli uomini, ma preferiscono le donne e restare per sempre insieme.

## Epoca contemporanea

### XIX secolo: esordi
Al principi del XIX secolo la poetessa e drammaturga di origini cinesi Wu Tsao ebbe ad assicurarsi una vasta popolarità grazie ai propri poemetti d'amore lesbici; i suoi contenuti, secondo quanto asserisce il poeta e traduttore Kenneth Rexroth, furono "cantati e declamati in tutta la Cina".

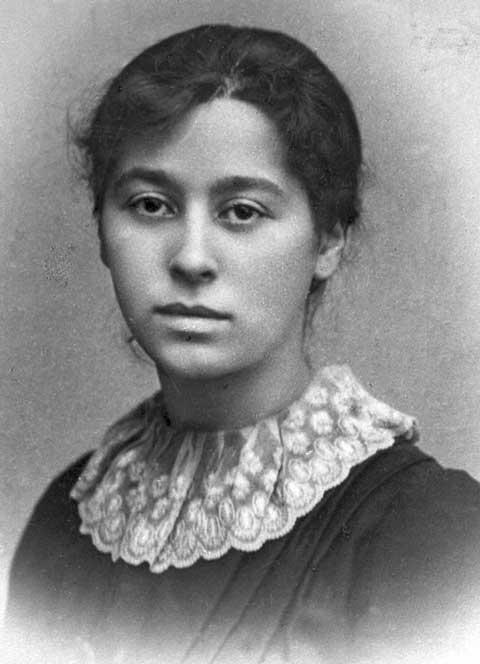
Foto di Amy Levy.

Sebbene la letteratura propriamente detta lesbica non si fosse ancora evoluta come un genere distinto - almeno in lingua inglese - nel XIX secolo autrici lesbiche come la saggista e scrittrice di fantascienza soprannaturale Vernon Lee a volte accennarono a sotto-testi lesbici nelle proprie opere. Più o meno alla stessa maniera Amy Levy, compagna e amante di Lee, scrisse poesie d'amore indirizzate ad altre donne utilizzando un "Io narrante" maschile eterosessuale.
Altre autrici preferirono invece mantenere rigorosamente segreta la loro scrittura. A partire dal 1806 la proprietaria terriera inglese nonché appassionata di alpinismo Anne Lister riempì e conservò fitti diari per un arco di tempo lungo 34 anni i quali includevano dettagliatamente le proprie relazioni e "seduzioni" lesbiche inserendo il tutto in sezioni specifiche vergate in un codice segreto.
Quest'opera diaristica non ebbe la possibilità di essere fatta pubblicare fino agli anni 1980; nel 2010 infine fornirono la base per una produzione televisiva della BBC intitolata The Secret Diaries of Miss Anne Lister.

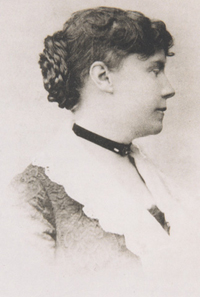
Foto di Constance Fenimore Woolson.

La scrittrice e curatore editoriale contemporanea Susan Koppelman ha compilato un'antologia intitolata Two Friends and Other Nineteenth Century American lesbian Stories (Due amiche e altre storie lesbiche americane del diciannovesimo secolo) in cui vengono incluse le storie e vicissitudini sentimentali/amorose
- della poetessa Constance Fenimore Woolson,
- della scrittrice Alice French (ma nota come Octave Thanet),
- dell'autrice Mary Eleanor Wilkins Freeman,
- della narratrice Kate Chopin
- ed infine anche di Sarah Orne Jewett: tutte scrittrici che furono pubblicate in diversi periodici del loro tempo.

Nei riguardi di queste opere, che vanno da quelle "della lesbica esplicita a quella referenziale", la curatrice ha dichiarato: ""Riconosco queste storie come narrazioni di donne che amano altre donne in una varietà di modalità d'amore romantico su cui non dovremmo nemmeno lottare per definire se stavano in realtà parlando di amori eterosessuali tra uomini (l'Io-narrante) e donne".

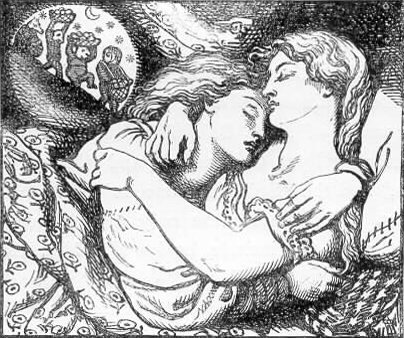
Illustrazione per la copertina di Goblin Market e altri poemi di Christina Rossetti (1862), ad opera di suo fratello Dante Gabriel Rossetti.

A partire dagli anni 1970 i primi studiosi che hanno affrontato la questione della cultura lesbica hanno cominciato ad analizzare quelle relazioni chiaramente lesbiche, ma che non sarebbero mai state etichettate come tali durante tutto il XIX secolo principalmente a causa delle molto differenti concezioni d'intimità e della stessa sessualità femminile allora vigenti. Ad esempio il poema Goblin Market di Christina Rossetti - sorella di Maria Francesca Rossetti - e datato 1862 è stato ampiamente letto come una narrazione eminentemente lesbica, seppur tenta di dipingersi quale racconto d'amore sororale (cioè tra due sorelle).
Quegli stessi studiosi hanno anche intravisto il forte "potenziale lesbico" in personaggi come Marian Halcombe nel romanzo La donna in bianco (1859) opera di Wilkie Collins; ella viene a più riprese descritta come un "maschiaccio nient'affatto attraente" e la principale motivazione che la fa muovere per tutta la storia è l'amore che prova nei confronti della sorellastra Laura Fairlie.
I ricercatori si sono inoltre impegnati in letture Queer dei romanzi di Charlotte Brontë (sorella di Emily Brontë), in particolare Shirley e Villette ove si può notare che le protagoniste s'impegnano in strettissime relazioni al limite dell'ossessione con altri personaggi femminili. Alcuni hanno persino in certi casi ipotizzato che la stessa autrice possa essere stata innamorata della carissima amica Ellen Nussey: Vita Sackville-West non mancherà di definire la corrispondenza epistolare intercorsa tra le due come "pure e semplici lettere d'amore".
In ogni caso Villette (1853) diede inizio al genere di storie di collegiali con temi intrisi di omorotismo.

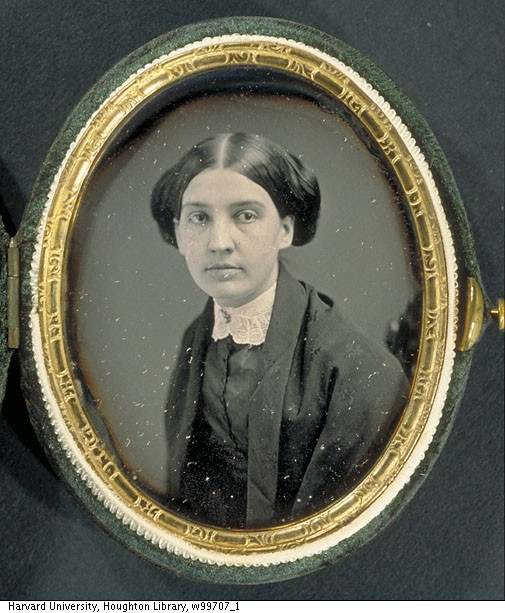
Susan Gilbert Dickinson, cognata di Emily Dickinson.

Si è a più riprese anche ipotizzato similmente che la poetessa Emily Dickinson - detta "la vergine in bianco" - avrebbe potuto, per quanto lasciano supporre le appassionate epistole tramandate, essere stata innamorata della cognata Susan Gilbert; una possibilità la quale incoraggia una lettura dalla prospettiva Queer di molte delle sue stesse poesie amorose.

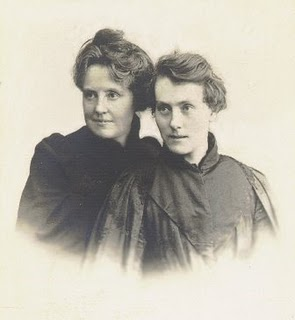
Katherine Harris Bradley e Edith Cooper, scrittrici inglesi sotto lo pseudonimo di Michael Field.

Quello di Michael Field fu lo pseudonimo utilizzato per tutta la propria carriera letteraria da due donne britanniche - Katherine Bradley e Edith Cooper - le quali scrissero poesie e drammi in versi a 4 mani; si trattava di zia e nipote e convissero assieme come una coppia perfetta dagli anni 1870 fino all'avvenuta morte delle due nel 1913 e 1914 rispettivamente.
La poesia scaturitane prende spesso e volentieri come unico soggetto il loro amore reciproco; infine scrissero anche un libro di poesia dedicato al loro amatissimo cane da compagnia, Whym Chow.

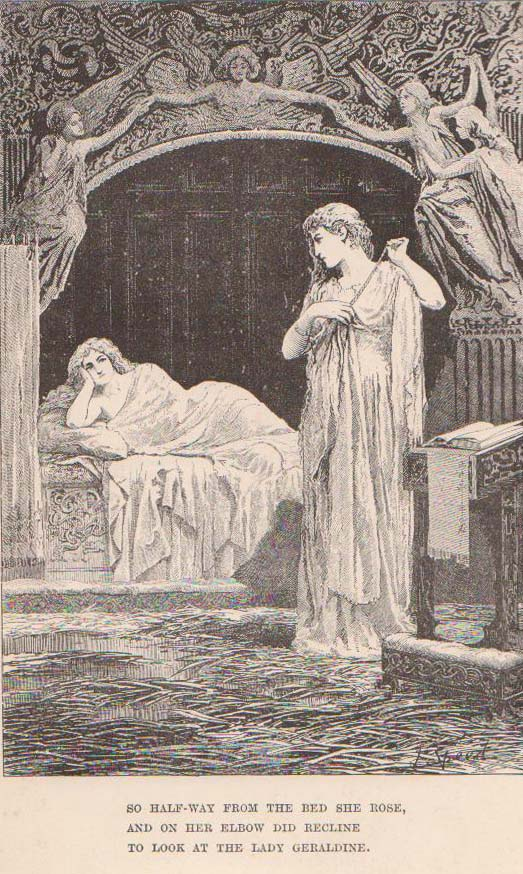
"Così a metà strada dal suo letto si alzò,
E sul suo gomito si adagiò
a guardare la signora Geraldine".

Anche alcuni autori canonici maschi del secolo incorporarono dei temi lesbici all'interno delle loro opere; già all'inizio del secolo il poeta Samuel Taylor Coleridge pubblicò il suo poema narrativo rimasto incompiuto Christabel.
Gli studiosi hanno interpretato le interazioni presenti tra il personaggio nominale e una certa Geraldine con qualità ed implicazioni lesbiche.
Almeno in Europa il lesbismo divenne gradualmente un oggetto quasi esclusivo della letteratura francese della seconda metà del XIX secolo, basandosi essenzialmente sulla fantasia maschile e con il desiderio d'impressionare in forma scandalistica i valori moralistici assunti dalla nascente e trionfante borghesia.
Honoré de Balzac (autore de La Commedia umana) nel racconto La ragazza dagli occhi d'oro (1835) utilizzò il lesbismo per narrare la vicenda dei tre protagonisti, esempi perfetti per la sua descrizione della "degenerazione" a cui stava andando velocemente incontro Parigi; ripeté quindi pari pari la trama sia in Séraphîta prima che in La cugina Bette (1846) poi.
Il suo lavoro influenzò a sua volta fortemente il romanzo di Théophile Gautier intitolato Mademoiselle de Maupin, che contiene la prima descrizione fisica della tipologia lesbica: "alta, con le spalle larghe, i fianchi stretti e una decisa inclinazione atletica".
Il poeta francese Charles Baudelaire dovette subire la censura preventiva di 7 poesie inserite nella prima edizione a stampa de I fiori del male (1857) a causa degli espliciti contenuti lesbici; egli utilizzò il lesbismo come un tema relativamente ricorrente in alcuni suoi titoli: "Lesbo, Femmes damnées 1 ( "donne maledette") e Femmes damnées 2.
Criticando in una maniera radicale la società francese ancora molto perbenista, così come l'uso di caratterizzazioni "scioccanti", molti dei personaggi lesbici della letteratura del tempo risultarono essere o dedite alla prostituzione o quantomeno cortigiane: personificazioni quindi del vizio imperante e che pertanto avrebbero invece dovuto morire presto e/o di una morte violenta, con un necessario finale moraleggiante.
Esemplare in questo senso la novella di Guy de Maupassant intitolata Palla di sego, in cui una povera prostituta viene offerta senza alcuna esitazione come "capro espiatorio" dalla folla delle "persone perbene"; un altro racconto con protagonista una lesbica dichiarata è La donna di Paul.
Dal canto suo il poeta omosessuale Algernon Swinburne divenne assai noto per gli argomenti trattati e considerati altamente scandalosi, tra cui per l'appunto il lesbismo e il sadomasochismo; non più tardi del 1866 pubblicò Poems and Ballads contenente le poesie Anactoria e Sapphics riguardanti l'"amore saffico" di Saffo di Lesbo e che trattava quindi esplicitamente di contenuti lesbici.
Un altro romanziere gay come Henry James ritrasse infine accuratamente la tradizione conosciuta come matrimonio bostoniano - e considerato una prima forma di duratura relazione lesbica nell'America ottocentesca - tra i personaggi femminili di Olive Chancellor e Verena Tarrant nel suo romanzo Le bostoniane del 1886.

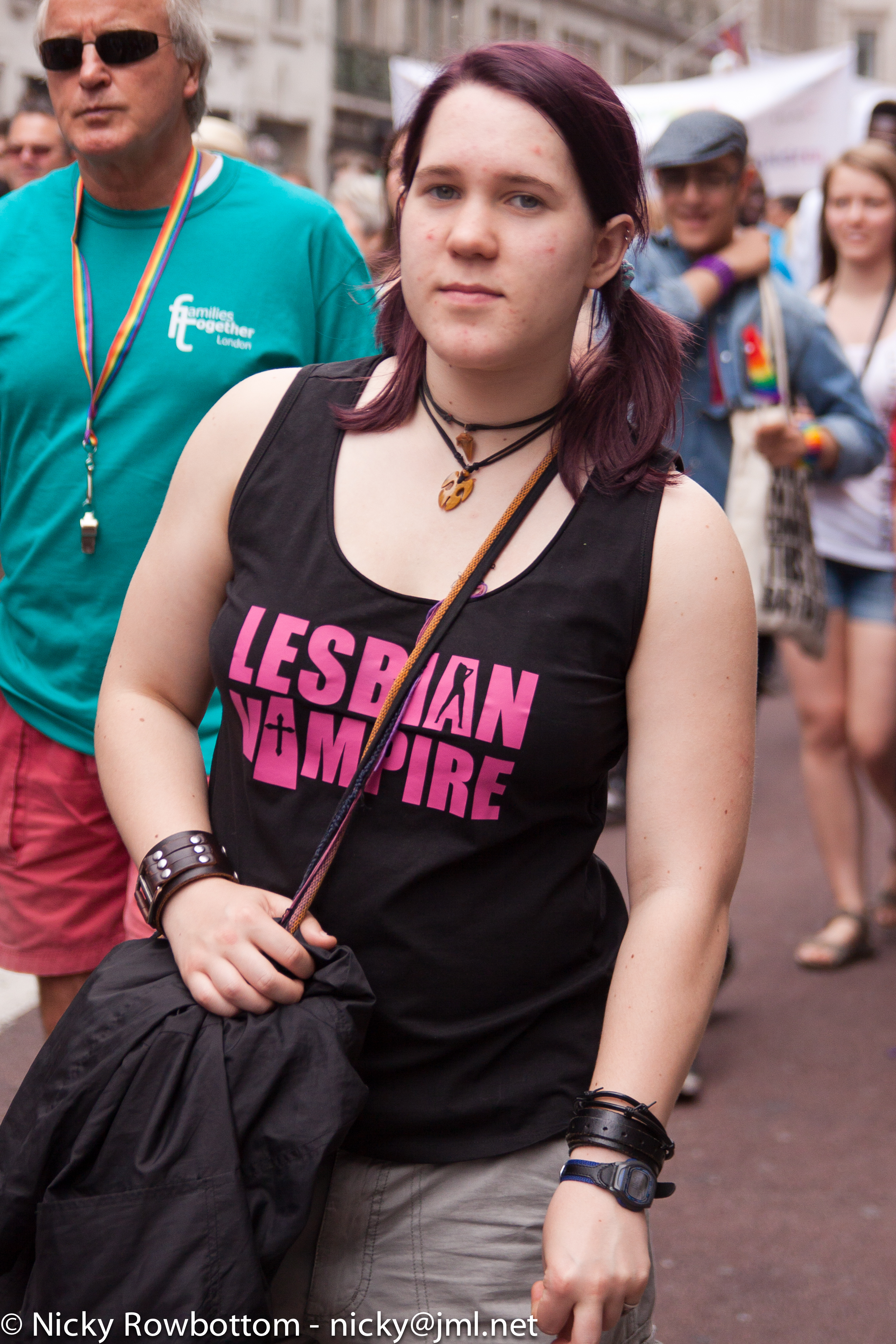
Lesbian vampire al Pride londinese del 2011.

Una delle opere scopertamente lesbiche del XIX secolo è la novella sul genere del romanzo gotico intitolata Carmilla di Joseph Sheridan Le Fanu, pubblicata per la prima volta in forma seriale nel 1871-72. Considerata come un'opera precorritrice per Dracula di Bram Stoker narra la vicenda tra l'innocente Laura e la vampira Carmilla, il cui atto di succhiare il sangue di giovani donne è chiaramente correlato ad un'attrazione intrisa di erotismo.
Questa storia ispirò inoltre molte altre opere che in seguito sfruttarono il tropo del "vampiro lesbico"; è stata infine adattata a un'omonima webserie di YouTube a partire dal 2014.
Tali rappresentazioni dell'omosessualità femminile non furono d'altronde le uniche a formare la coscienza europea nei riguardi del "fatto lesbico"; lo psichiatra tedesco Richard von Krafft-Ebing allo scadere del secolo menziona i personaggi di Gustave Flaubert descritti in Salammbô (1862) e di Ernest Feydeau nel suo La Comtesse de Chablis (1868) come esempi di lesbiche, in quanto in entrambi i romanzi vengono mostrate delle protagoniste le quali si rifiutano di seguire le norme sociali imposte; ma che anzi esprimono delle sensazioni sensuali in aperto conflitto con esse (anche se nessuna di loro esplicita desideri o comportamenti apertamente omosessuali).
Lo psicologo e "padre nobile" della sessuologia inglese Havelock Ellis fece un ampio uso di esempi-campione tratti proprio dalla letteratura di Balzac oltre che di numerosi altri poeti e scrittori francesi con l'intento di sviluppare uno dei suoi concetti teorici principali, ossia quello dell'"inversione dell'identità sessuale nelle donne".
A poco a poco le donne hanno cominciato a partecipare attivamente all'attività di scrittrici, esprimendo i propri pensieri sulle relazioni lesbiche nelle loro opere; fino alla pubblicazione de Il pozzo della solitudine la maggior parte delle opere sul lesbismo erano state scritte da uomini.
Jeanette Foster suggerisce che le donne erano riluttanti a scrivere delle loro vite o di utilizzare la questione dell'omosessualità e che alcune di esse come Louise Labé, Charlotte Charke e Margaret Fuller avrebbero mascolinizzato i personaggi delle loro opere letterarie o avrebbero quantomeno creato delle relazioni ambigue.
George Sand venne rappresentata come personaggio in diverse opere del XIX secolo; lo scrittore Mario Praz attribuì la popolarità del lesbismo come tema distinto proprio all'apparizione di Sand nella società parigina degli anni 1830. L'abitudine di portare un abbigliamento maschile di Sand sarà di lì a poco anche il soggetto di diversi sonetti composti da Elizabeth Barrett Browning

### 1900-1950: comunità lesbica

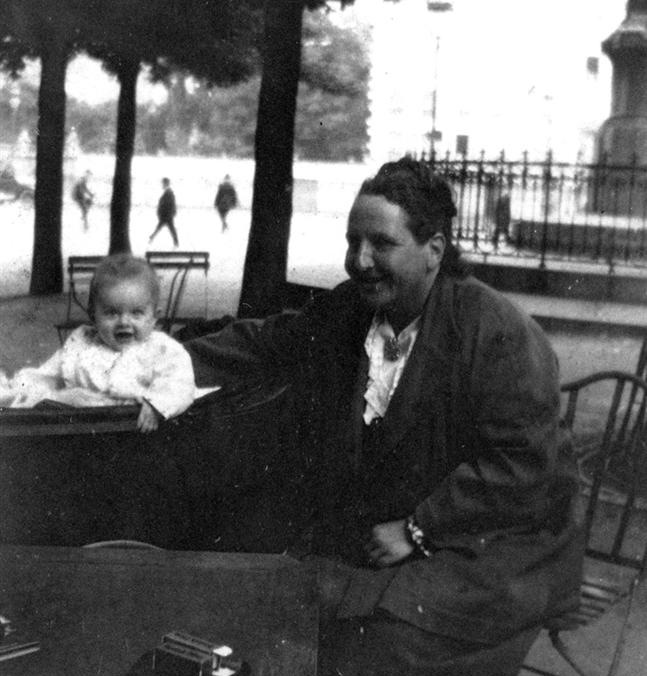
Gertrude Stein con il figlio di Ernest Hemingway, Jack Hemingway nel 1924. A Stein viene attribuito il merito di aver creato il termine "generazione perduta".

A partire dall'inizio del secolo - sia a Londra che a Parigi - in un brillante clima intellettuale ed artistico vennero a crearsi delle vere e proprie comunità lesbiche (vedi cultura LGBT a Parigi) composte da poetesse, scrittrici e artiste in generale.
Sempre più visibile si era cominciata a formare proprio nella capitale francese un gruppo quantomai omogeneo, concentrandosi per lo più nei salotti letterari ospitati da celebri lesbiche sia francesi che espatriate come Natalie Clifford Barney e Gertrude Stein.
Alcune delle donne più famose di quel tempo, all'interno dei circoli "saffici", furono (oltre a Barney e Stein) l'allora giovanissima Marguerite Yourcenar (in seguito prima donna eletta all'Académie française), Tamara de Lempicka, Colette e le sue molte amiche ed infine anche Liane de Pougy. All'interno di quest'ambiente estremamente favorevole poterono in tal modo vedere la luce opere letterarie a tema lesbico sia in lingua francese che in inglese.
Tra di esse possono venire citati - tra gli altri - libri come La foresta di notte di Djuna Barnes (1936), la novella idylle saphique di Liane de Pougy, le poesie di Renée Vivien, gli epigrammi della succitata Barney, la poesia e diverse altre opere di Stein. Anche Radclyffe Hall trascorse del tempo nel salotto gestito da Barney, modellando proprio su di lei uno dei personaggi del suo futuro romanzo semi-autobiografico.

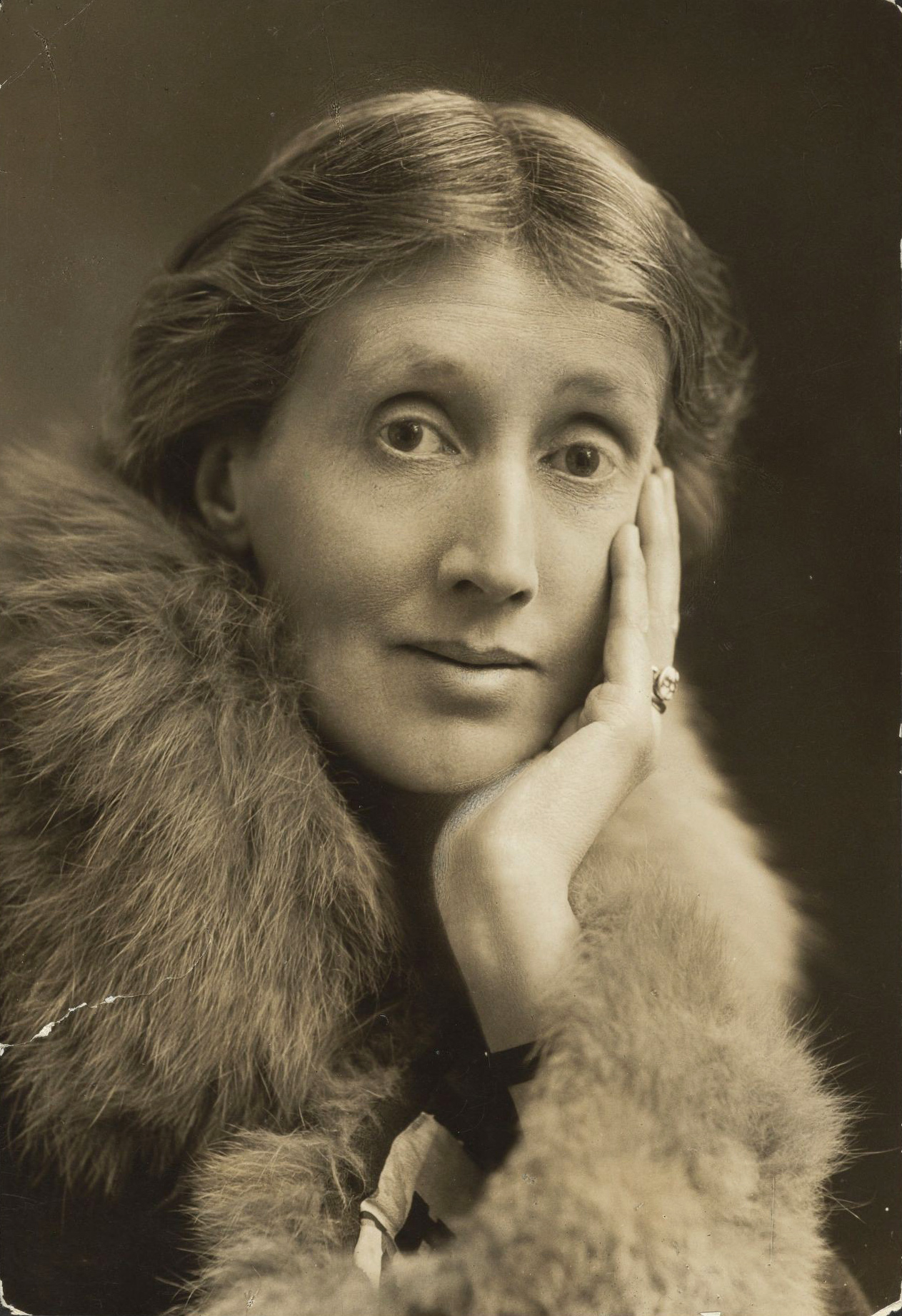
Ritratto di Virginia Woolf nel 1927.

Alcune delle donne lesbiche londinesi più celebri all'epoca saranno Virginia Woolf e Katherine Mansfield, ben prima di Jeanette Winterson. Nel 1923 Elsa Gidlow, nata in Inghilterra, poté invece far pubblicare il primo volume di poesie d'amore apertamente lesbiche negli USA, intitolato On a Grey Thread.

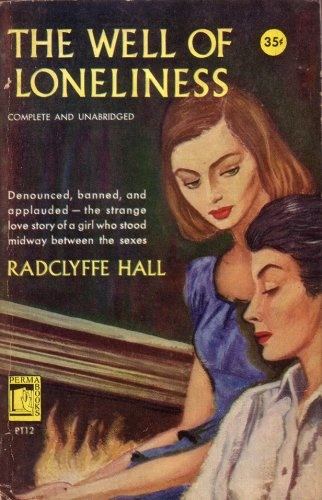
Copertina statunitense datata 1951 de Il pozzo della solitudine. Il romanzo di Radclyffe Hall incontrò problemi di censura sia negli Stati Uniti che in Inghilterra.

Il primo romanzo in lingua inglese riconosciuto in quanto avente come suo tema centrale il lesbismo sarà Il pozzo della solitudine (1928) di R. Hall, che una corte giudiziaria britannica ritenne "osceno" poiché difendeva le "pratiche innaturali tra donne".
Il libro risultò pertanto bandito da tutto il territorio della Gran Bretagna per decenni; ciò si svolse in un contesto censorio del tutto simile a quello in cui incorse L'amante di Lady Chatterley di David Herbert Lawrence, che aveva anch'esso una tematica inerente alla sessualità umana femminile oltremodo trasgressiva pure se in un ambito esclusivamente eterosessuale.
Oltreoceano l'autobiografia romanzata di Hall riuscirà meglio a sopravvivere ad vari problemi legali scatenatigli contro a New York dal tribunale doganale statunitense (United States Court of International Trade).
Il romanzo di V. Woolf - datato anch'esso 1928 - il quale narra la storia di un poeta spiritualmente al di là (o al di sopra) di un qualsivoglia genere di appartenenza, Orlando, che si dice fosse basato sulla figura della sua amante Vita Sackville-West, verrà riesaminato ed interpretato negli anni 1970 alla luce della sua testualità lesbica estremamente "sovversiva".

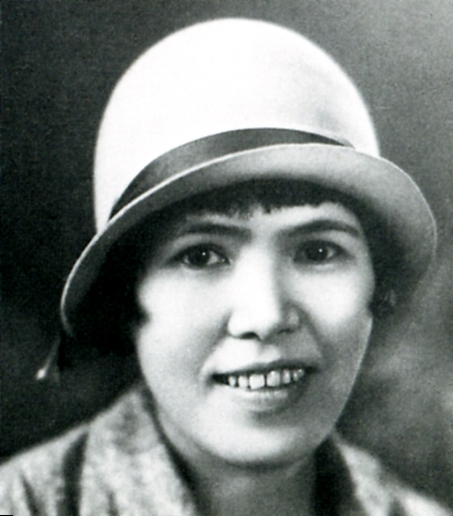
Foto di Nobuko Yoshiya.

La scrittrice giapponese Nobuko Yoshiya, ardente femminista, fu un'importante narratrice d'intense storie d'amore concernenti giovani donne già dal primo scorcio del secolo, sebbene la sua scrittura venisse accettata dalla cultura tradizionale del suo paese propriamente perché nessuna delle relazioni così accuratamente descritte venisse alla fine consumata.
Anche in terra spagnola si verificò un timido risveglio della letteratura lesbica allo scoccar del nuovo secolo; il primo lavoro ad affrontare di petto la questione sarà Zezé (1909) di Ángeles Vicente , tradotto in italiano nel 2025 e pubblicato nella collana "Genealogie e futuri" dell'Università di Bologna. Nel 1929 venne allestita la prima opera teatrale che trattò il tema, Un sueño de la razón di Cipriano Rivas Cherif.

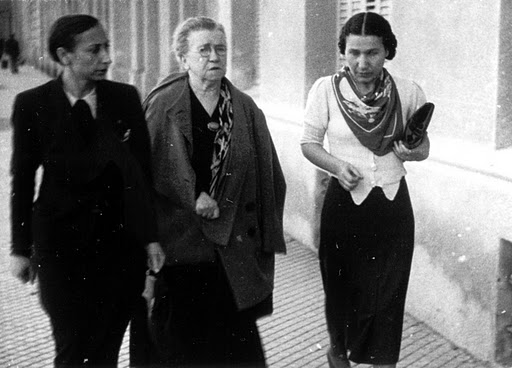
Lucía Sánchez Saornil assieme a Emma Goldman e a un'altra donna.

L'unica che ebbe il coraggio di pubblicare in anteprima versi pervasi da un forte omoerotismo fu invece Lucía Sánchez Saornil, esponente di punta della storia dell'anarchismo. Altre autrici fecero riferimento al lesbismo in una modalità più velata, come Carmen de Burgos (utilizzando lo pseudonimo di Colombine).
Nell'impero tedesco prima e nella Repubblica di Weimar poi predominante si rivelò invece il modello intermedio di sessualità, il cosiddetto terzo sesso teorizzato dallo studioso di sessuologia - omosessuale nonché ebreo - Magnus Hirschfeld, innanzitutto grazie all'influenza del primo movimento omosessuale il quale spinse diversi autori a schierarsi a favore della sua accettazione sociale; come avvenne ad esempio nel caso di Minna Wettstein-Adelt (alias Aimée Duc) con il romanzo intitolato Sind es Frauen? (Sono donne?) del 1901.
Il personaggio lesbico più noto dell'epoca sarà senza dubbio quello della contessa de Geschwitz la quale appare inizialmente nell'opera Erdgeist (Lo spirito della terra del 1895) e successivamente anche ne Il vaso di Pandora (1904) di Frank Wedekind in diretta relazione alla protagonista Lulù: ma come tutte le grandi personalità omosessuali dell'epoca, anche la contessa viene destinata a finire tragicamente.

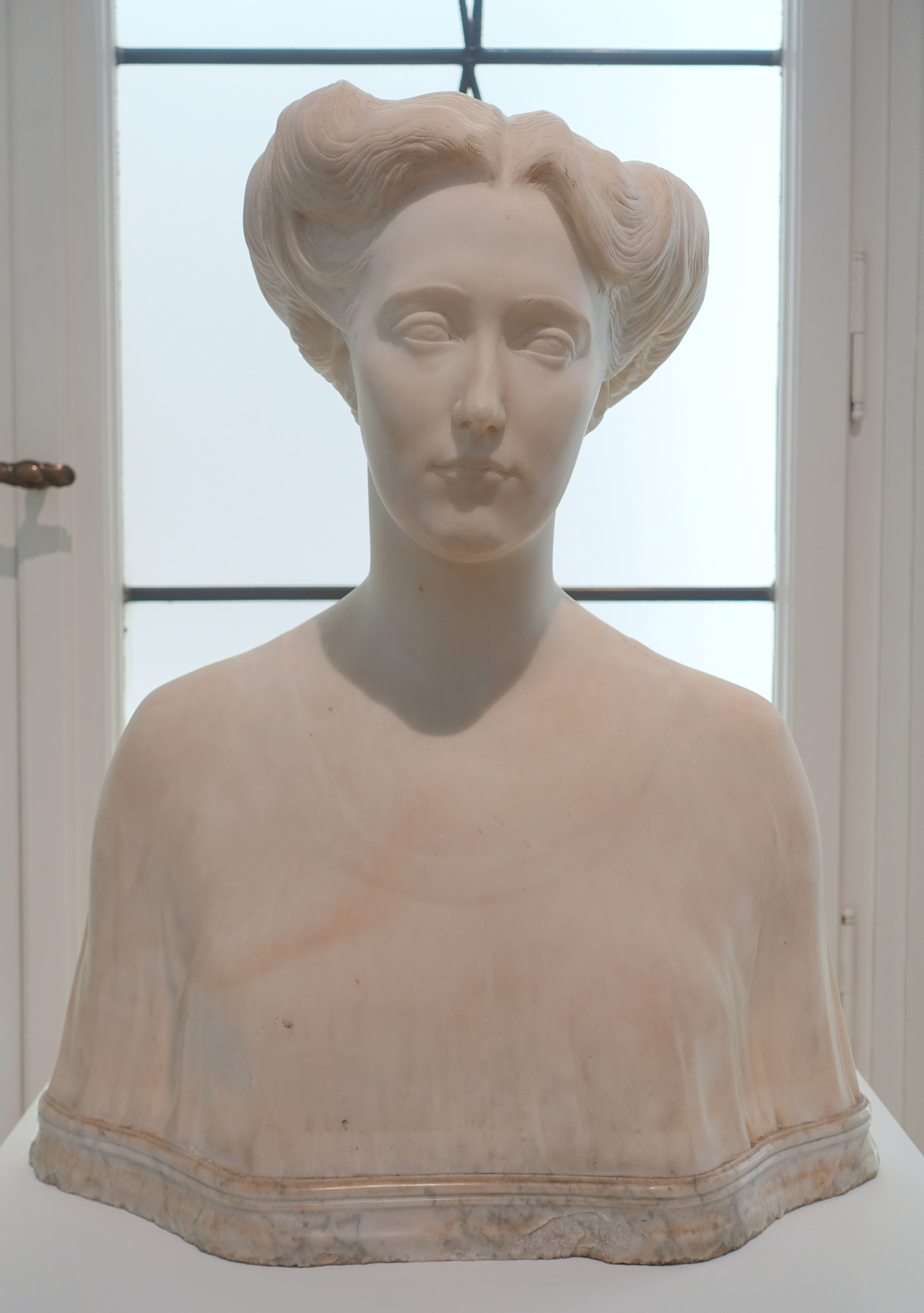
Busto dedicato a Christa Winsloe a Darmstadt.

In terra tedesca le due grandi autrici lesbiche dell'epoca interbellica furono Christa Winsloe e Anna Elisabet Weirauch. La prima è nota soprattutto per il suo dramma Gestern und Heute, poco tempo dopo sceneggiato e divenuto il primo film dedicato alle Ragazze in uniforme: la prima pellicola lesbica della storia del cinema. Weirauch è conosciuta invece per la sua trilogia intitolata Der Skorpion (1919, 1920, 1931) che si occupa di una lesbica alla ricerca della propria identità di genere.
La maggior parte della letteratura statunitense degli anni 1930, 1940 e dei primi anni del decennio a seguire presentò il vissuto lesbico con uno sbocco d'inevitabile tragedia, terminando invariabilmente con il suicidio della protagonista o - ancor meglio - con la sua "conversione" all'eterosessualità. Questo sviluppo risultò essere necessario di modo che le autorità di controllo non dichiarassero il testo di "genere osceno".
Per fare solo un esempio The Stone Wall, un'autobiografia lesbica dal finale "ovviamente" infelice, venne dato alle stampe nel 1930 sotto lo pseudonimo di Mary Casal; si trattò di una delle primissime narrazioni autobiografiche lesbiche. Fin dal 1939 tuttavia Frances V. Rummell, educatrice ed insegnante di francese allo Stephens College farà pubblicare la prima autobiografia esplicitamente lesbica in cui due donne concludono la loro storia felicemente insieme: si tratta di Diana: A Strange Autobiography.
Quest'ultimo testo venne preceduto da una nota a mo' di premessa che diceva: "gli editori desiderano esprimere espressamente il fatto che si tratta di una storia vera, la prima del genere mai offerta ad un pubblico di lettori generalisti"; nonostante ciò in seguito i critici letterari lo definiranno "fittizio".
L'unico romanzo scritto da Jane Bowles - la moglie di Paul Bowles - e pubblicato nel 1943, Due signore perbene, racconta della vicenda amorosa intercorsa tra una donna dell'alta borghesia e una prostituta e il tutto è ambientato in una non meglio definita città portuale di Panama.

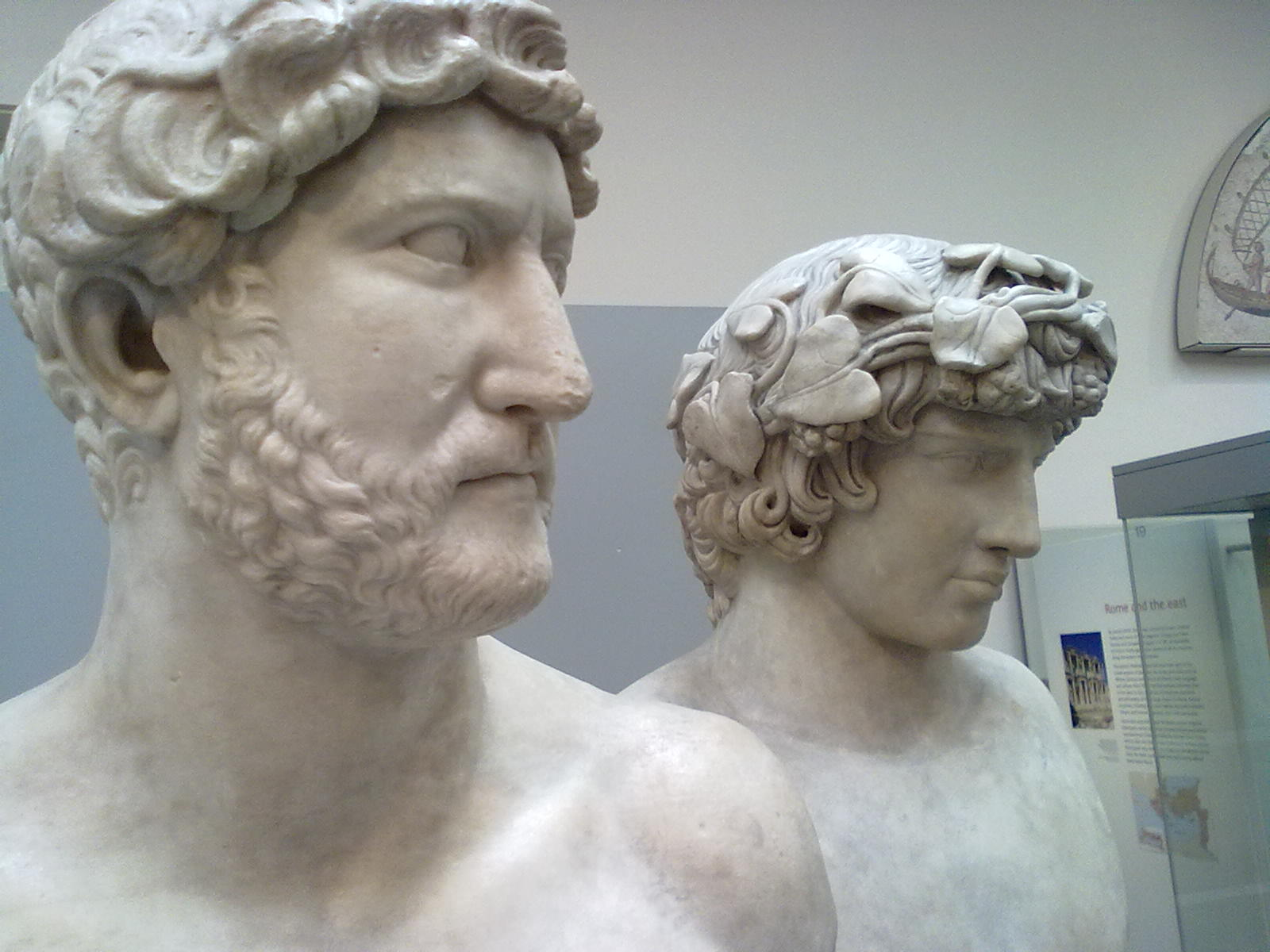
I busti di Adriano e Antinoo, uno accanto all'altro; la loro storia sentimentale verrà narrata da Marguerite Yourcenar nel suo Memorie di Adriano.

Le scrittrici della prima metà del XX secolo spesso useranno messaggi criptati come un modo per mascherare il tema lesbico; personaggi che cambiano sesso come accade in Orlando di Virginia Woolf o in romanzi con storie tra gay come quelli di Marguerite Yourcenar (Alexis o il trattato della lotta vana prima e Memorie di Adriano poi, sulla vicenda sentimentale e omoerotica intercorsa tra l'imperatore romano Adriano ed il bellissimo ragazzo greco Antinoo, suo eromenos).

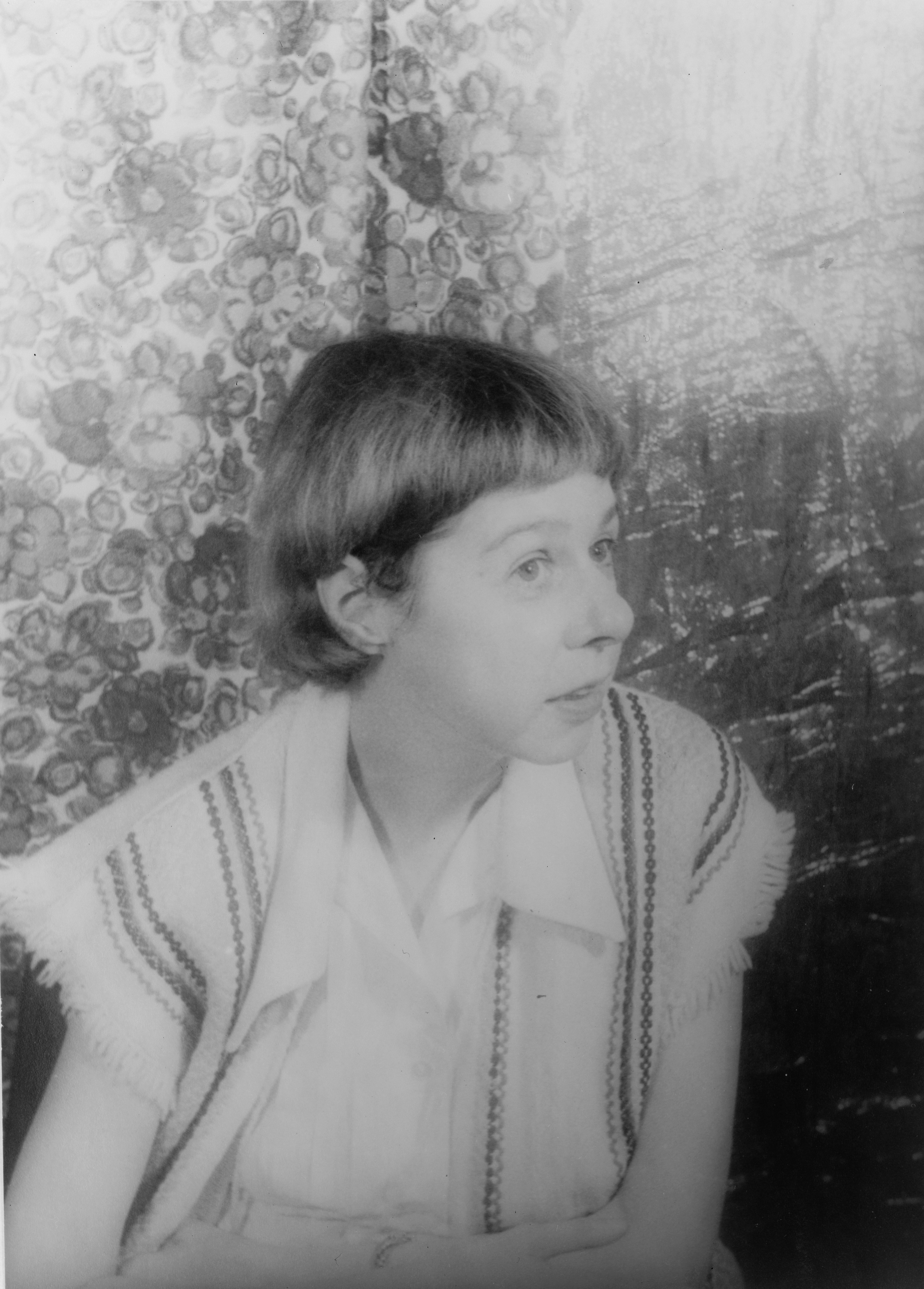
Carson McCullers ritratta da Carl Van Vechten.

Anche altre, come Mary Renault (Il ragazzo persiano, sulla vicenda amorosa esplosa tra Alessandro Magno e l'eunuco adolescente Bagoas oltre che attraverso i numerosi romanzi ambientati nell'Antica Grecia) e Carson McCullers (Riflessi in un occhio d'oro), scrissero o tradussero per lo più opere di narrativa che si concentrarono sulla vita di uomini gay e, seppure entrambe maturarono delle relazioni lesbiche, i loro principali amici e conoscenti rimarranno comunque sempre gli omosessuali maschi.

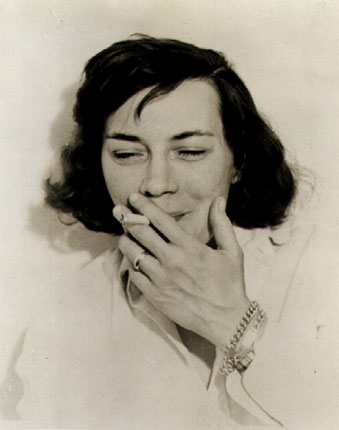
Patricia Highsmith in una foto del 1962.

Vi saranno anche storie apertamente lesbiche, ma alcune di esse scritte sotto un ancora necessario e rassicurante pseudonimo, come nel caso di Patricia Highsmith e il suo libro Carol del 1951 firmato come Claire Morgan, che danno ben conto della situazione vigente del tempo come si dirà nella parte seguente.
Autrici come Amy Lowell, Hilda Doolittle (H.D.), Vita Sackville-West e Gale Wilhelm affronteranno infine anch'esse nei loro lavori le relazioni lesbiche o le trasformazioni di genere come uno dei temi principali.

### 1950-1970: Pulp fiction e oltre
La narrativa a tema lesbico conobbe in lingua inglese un'autentica esplosione d'interesse con l'avvento del pulp magazine (detto anche "dime-store"); riuscì quindi ad ottenere una sua propria distinta categorizzazione a partire dagli anni 1950 e 1960, sebbene un numero significativo di autori del nuovo sottogenere fossero ancora degli uomini i quali utilizzavano uno pseudonimo (maschile o femminile che fosse).

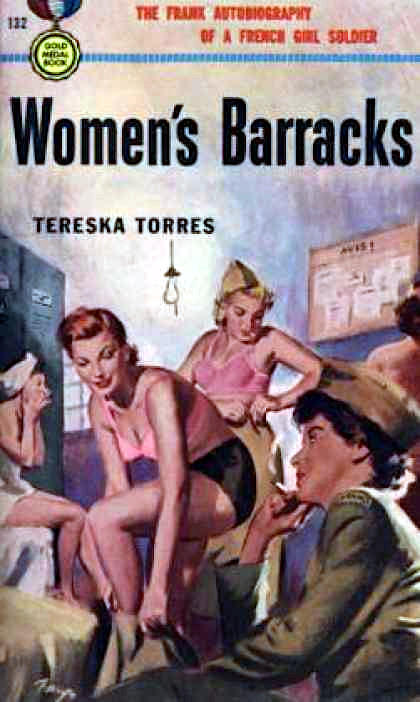
La copertina di Women's Barracks del 1950.

La francese Tereska Torrès acquisì in tal modo il merito di aver scritto il primo libro lesbico in stile pulp, Women's Barracks, una storia romanzata sulle donne nelle forze della France libre durante la seconda guerra mondiale; fatto pubblicare nel 1950 vendette fino a 2 milioni di copie nei primi 5 anni.

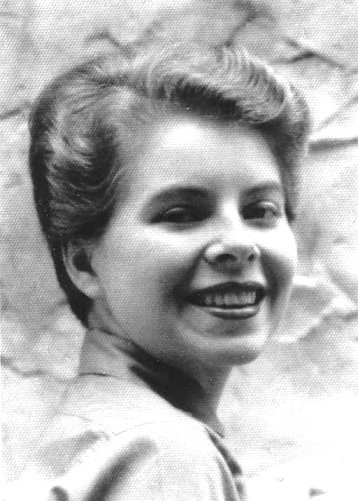
Ann Bannon in una foto del 1955.

Una nota scrittrice di letteratura lesbica, che più tardi fece coming out, fu la statunitense Ann Bannon la quale creò la serie di Beebo Brinker nel 1962.
Il volume di Patricia Highsmith - originariamente The Price of Salt - è considerato il primo romanzo lesbo con un lieto fine, si rivelerà rivoluzionario per aver raccontato per la prima volta una storia in cui nessuna delle due protagoniste viene colta da un esaurimento nervoso né muore tragicamente né affronta un futuro solitario o un destino desolato né tanto meno commette suicidio o ritorna alla sua precedente esistenza accanto ad un uomo.
Il manoscritto venne inizialmente rifiutato dall'editore Harper & Brothers e pertanto pubblicato con copertina rilegata per i tipi di "Coward-McCann" (l'odierna G. P. Putnam's Sons) solo nel 1952 con lo pseudonimo di "Claire Morgan", seguito l'anno successivo da Bantam Books; le nuove edizioni in brossura vendettero quasi un milione di copie.
Nel 1990 fu ripubblicato da Bloomsbury Publishing sotto il nome autentico dell'autrice e con il titolo cambiato in Carol. La novella è stata infine adattata cinematograficamente nel 2015: Carol (film). Marijane Meaker ha dichiarato nelle sue memorie del 2003: "[The Price of Salt] è stato per molti anni l'unico romanzo lesbico, in copertina hard o soft, con un lieto fine".
Intanto nel corso degli anni 1950 alcune parti del grande romanzo intitolato Ravages opera dell'autrice francese Violette Leduc subirono un atto di censura preventiva in quanto contenenti espliciti passaggi lesbici; eliminati essi poterono essere pubblicati solamente durante il decennio successivo sotto il titolo Thérèse e Isabelle, per essere trasformato poi nella pellicola del 1968 Thérèse e Isabelle (film).

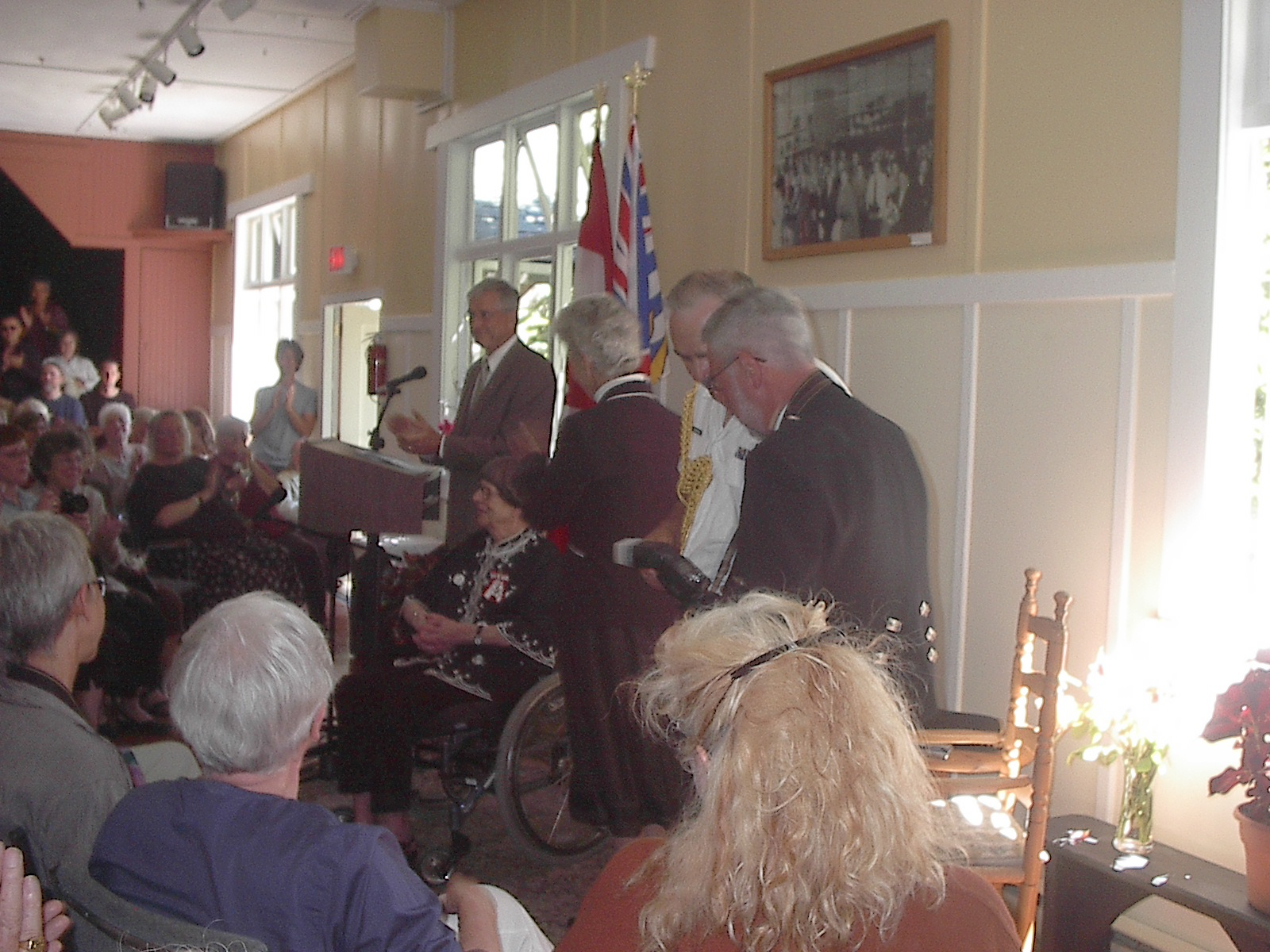
Jane Rule mentre riceve l'Ordine del Canada nel 2007.

Cuori nel deserto di Jane Rule sarà in grado di svincolarsi dalla ristretta categoria di "pulp fiction" quando poté venire pubblicato come libro da Macmillan Publishers in Canada nel 1964. Diversi editori comunque lo rifiutarono anticipatamente seguendo la regola non scritta che asseriva: "Se questo libro non è pornografico, che senso ha stamparlo?... se puoi altresì scrivere delle parti sporche lo prenderemo, ma altrimenti no". Nel 1985 sarà liberamente adattato in Cuori nel deserto.
Quando fece pubblicare il suo libro Mrs. Stevens Hears the Mermaids Singing nel 1965 la romanziera May Sarton temette che scrivere apertamente sul lesbismo avrebbe comportato una netta riduzione del valore percentuale precedentemente stabilito per le proprie opere:

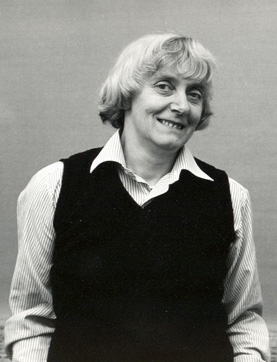
Foto di Maureen Duffy.

La prima autrice inglese contemporanea ad "uscire fuori dall'armadio" come lesbica fu la britannica Maureen Duffy, il cui libro Microcosm del 1966 esplorò la subcultura dei luoghi d'incontro e dei locali riservati alle sole donne.

### Post 1970: seconda ondata femminista, accettazione e separatismo
La storia del femminismo tra la fine degli anni 1960 e l'inizio del decennio seguente vide lo sviluppo di una voce assai più politicizzata anche all'interno della letteratura lesbica e un'accettazione generalizzata della narrativa a tema la quale cominciò sempre più ad allontanarsi dai facili stereotipi LGBT della "tragedia lesbica", che aveva quasi sempre avuto il predominio nella stragrande maggioranza delle opere precedenti.

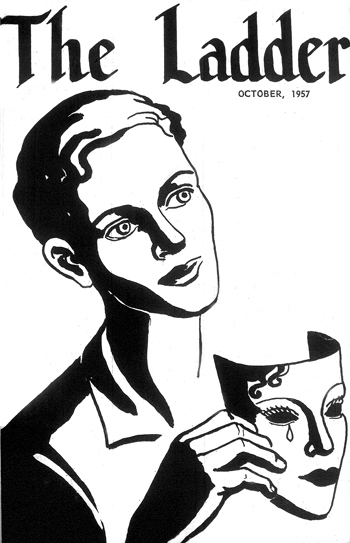
Copertina di The Ladder (periodico) dell'ottobre 1957.

Dopo i moti di Stonewall del 1969 le tematiche lesbiche sono diventate molto più diversificate e complesse, spostando il tema dall'erotismo ad uso e consumo per gli uomini eterosessuali ad opere scritte appositamente per le lesbiche. Riviste femministe come The Furies ha sostituito il precedente The Ladder (periodico).
L'omofobia e il razzismo cominciò ad essere affrontato nel loro lavoro e Cherríe Moraga è ad esempio la principale responsabile di aver portato la prospettiva latina nella letteratura lesbica. Questa modifica dei valori costituiti è evidente negli scritti di Dorothy Allison, che si è concentrata sull'abuso sessuale e altri temi volutamente provocatori come il sadomasochismo lesbico.
Una pionieristica storia su basi autobiografiche di questo periodo fu il romanzo picaresco intitolato La giungla di fruttirubini del 1973 ad opera di Rita Mae Brown, che divenne ben presto un best seller a livello nazionale presentando un'eroina femminista lesbica. Jill Johnston sostenne invece un radicale separatismo femminista nel suo libro Lesbian Nation uscito in quello stesso anno.

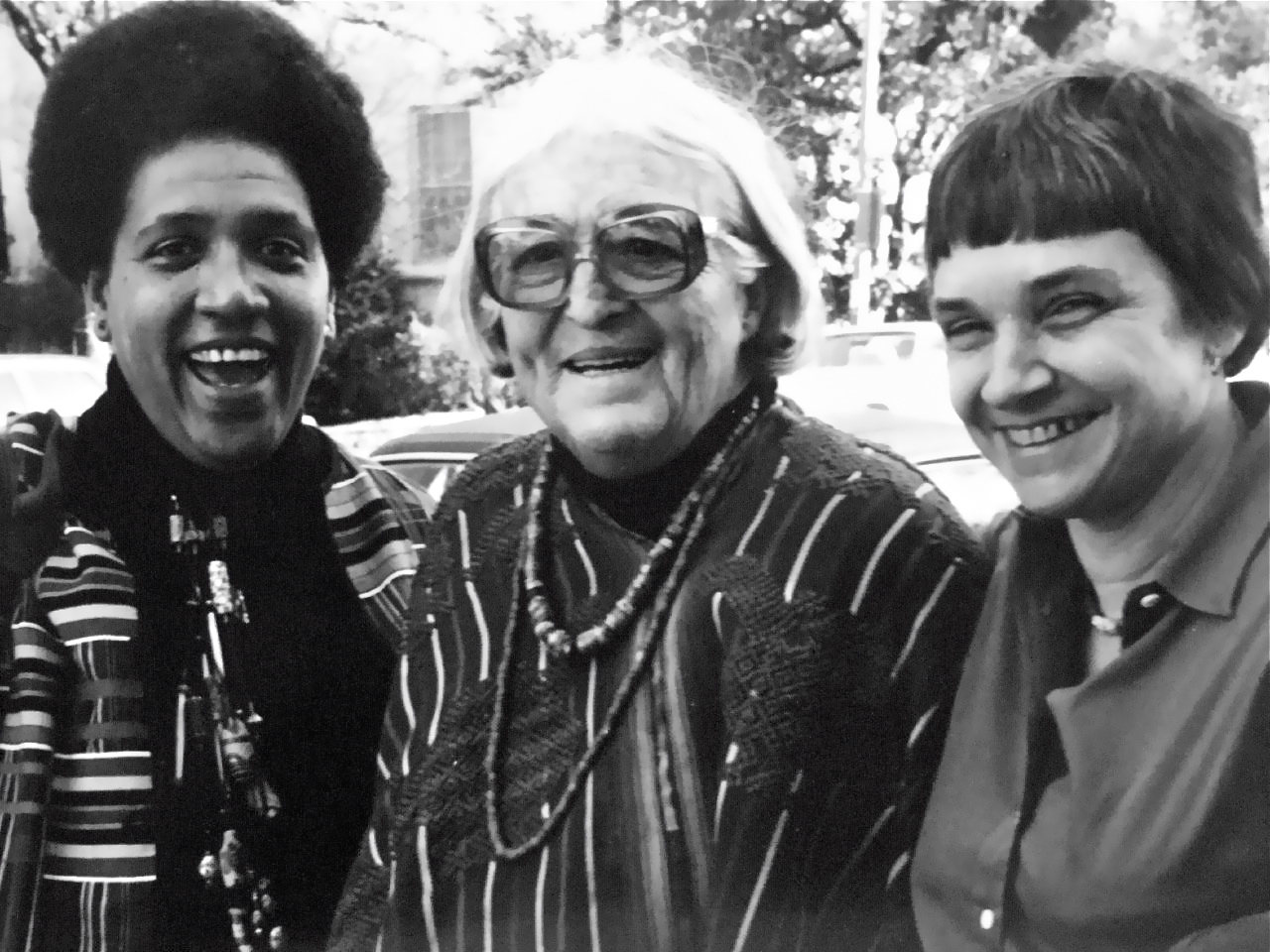
Audre Lorde assieme a Meridel Lesueur e a Adrienne Rich nel 1980.

Durante gli anni 1970 iniziarono ad essere ascoltate anche molto più le voci e testimonianze delle lesbiche afroamericane, tra cui opere di Audre Lorde, Jewelle Gomez, Paula Gunn Allen, Cherríe Moraga e Gloria Anzaldúa. Monique Wittig, esponente di punta del femminismo in Francia, darà alle stampe Les Guérillères (Le guerrigliere) in cui immaginò un mondo dominato dalle lesbiche.
Alla stessa maniera il romanzo di Joanna Russ del 1975 intitolato The Female Man (L'uomo-femmina) contenne la visione di una dimensione parallela o universo alternativo abitato solamente da donne lesbiche. Il decennio 1970 vide anche l'avvento di case editrici femministe e LGBT come Naiad Press, oltre che rinomate riviste letterarie come Sinister Wisdom e Conditions (periodico) le quali non lesinarono di pubblicare opere a tematica lesbica.
Adrienne Rich e Judy Grahn saranno delle poetesse e saggiste importanti dell'epoca. Patience and Sarah di Alma Routsong, fatto pubblicare con lo pseudonimo di "Isabel Miller" nel 1971, prese ad esaminare i confini storici di una storia d'amore tra due donne del XIX secolo legate in un matrimonio bostoniano.
Dopo la nascita di una sempre più esplicita letteratura gay e lesbica negli anni 1970 i decenni successivi assistettero ad un enorme aumento della sua produzione; mentre i romanzi omosessuali maschili poterono contare su più attrattive incrociate e spesso divennero dei "mid-list sellers" all'interno dell'editoria tradizionale, la letteratura più propriamente lesbica - dipendendo per lo più da piccoli editori - si crearono un pubblico di appassionati più ristretto ma in ogni caso "rispettabile".

Nel corso degli anni 1980, con l'avvento del femminismo sessual-positivo, alcune riviste letterarie lesbiche cominciarono a specializzarsi in lavori più esplicitamente percorsi da una vena di erotismo come - per fare un unico esempio - On Our Backs (riferimento satirico alla rivista femminista del decennio appena trascorso off our backs). La fondazione nel 1988 del Premio letterario Lambda, con parecchie categorie di riconoscimenti, contribuì in maniera sostanziale ad accrescere la visibilità dei Temi LGBT nella letteratura.
Negli anni 1980 e 1990 la letteratura lesbica prese a diversificarsi in quanto genere narrativo, includendo presto il fantasy, il poliziesco o "mistery", il romanzo rosa, il romanzo grafico e le opere espressamente rivolte all'omosessualità adolescenziale.

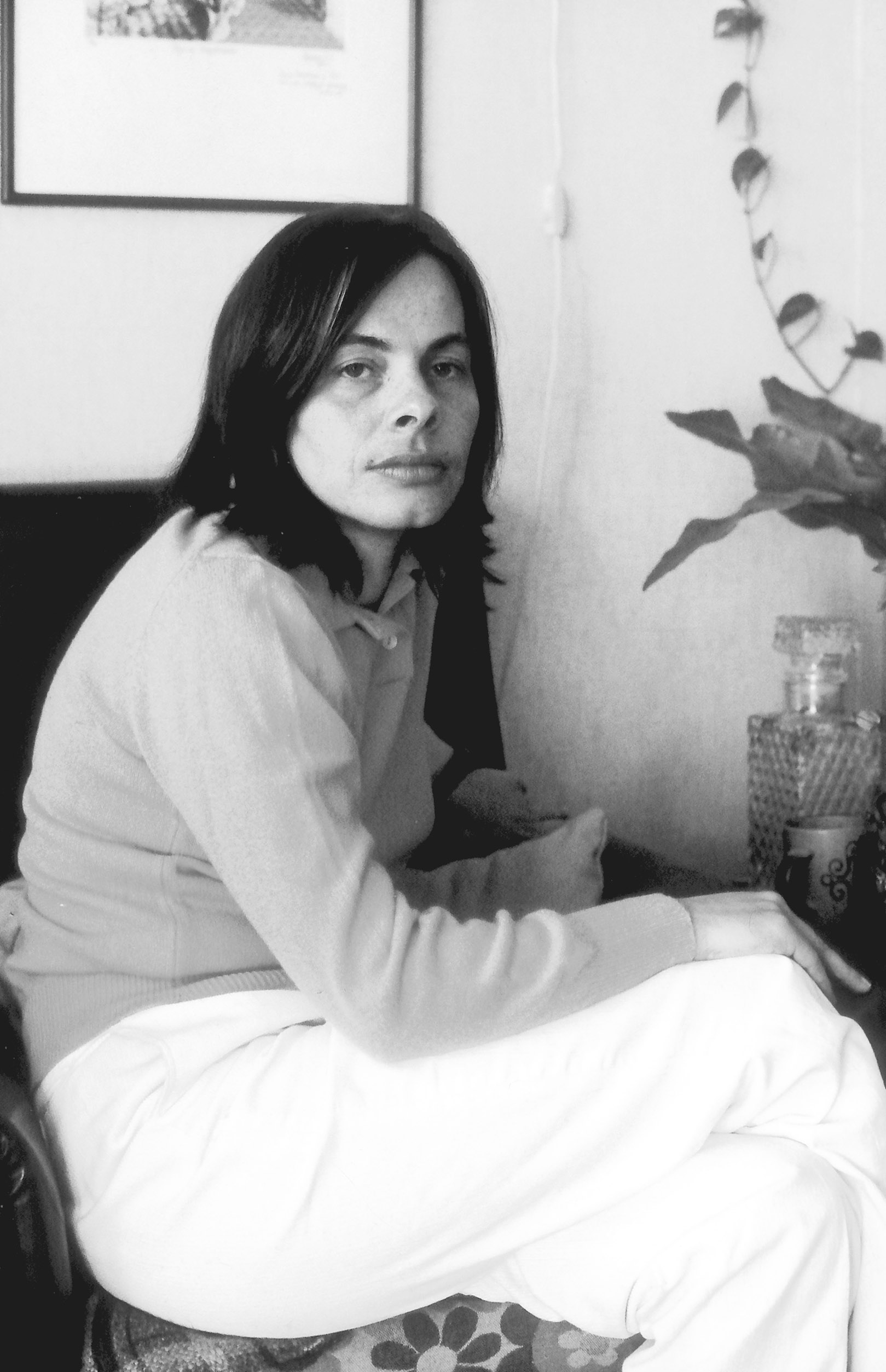
Cristina Peri Rossi in una foto del 1986.

L'influenza del femminismo della fine del XX secolo ed una sempre maggiore accettazione del lavoro letterario a tema LGBT prese ad essere avvertita fino in Messico, con l'emergere delle poetesse lesbiche Nancy Cárdenas, Magaly Alabau, Mercedes Roffe e altre. In Argentina ed Uruguay Alejandra Pizarnik e Cristina Peri Rossi combinarono la sessualità lesbica con preoccupazioni artistiche e sociopolitiche nelle loro opere.

Nel continente asiatico la drammaturga di Singapore Eleanor Wong e lo scrittore di Taiwan Qiu Miaojin descrissero le relazioni tra donne, così come è stato fatto dalle scrittrici cinesi Lin Bai e Chen Ran. Spinning Tropics di Aska Mochizuki, Bellezza e tristezza di Yasunari Kawabata, La croce buddista (卍 Manji) di Jun'ichirō Tanizaki e Real World di Natsuo Kirino sono tutte creazioni narrative parte della letteratura giapponese che esplorano l'amore lesbico.
Negli ultimi decenni le scrittrici che interpretano temi lesbici come Jeanette Winterson o il fantastico mondo proiettato nei libri di Marion Zimmer Bradley hanno proliferato. Ana María Moix, Sylvia Molloy, Ena Lucía Portela, Esther Tusquets, Susana Guzner, Zoé Valdés, Lola Vanguardia, Lucía Etxebarría, Isabel Franc, Thaís Morales, Odette Alonso e Isabel Prescolí: tra le autrici in lingua spagnola si possono anche aggiungere Artemisa Téllez, Luz María Umpierre e Yolanda Arroyo Pizarro.

In Messico vi sono ancora ben pochi autori che hanno affrontato il tema apertamente omosessuale, ma due opere spiccano: Amora di Rosamaría Roffiel e Infinita di Ethel Krauze.
Nel 2006 Babyji della scrittrice indiana Abha Dawesar ha vinto uno Premio Stonewall e il Lambda Award.
Con l'arrivo del XXI secolo la narrazione lesbica è emersa come un genere autonomo anche nei paesi di lingua araba con alcuni romanzi come Ana Hiya Anti (I Am You) di Elham Mansour, che ha velocemente raggiunto lo status di best seller.

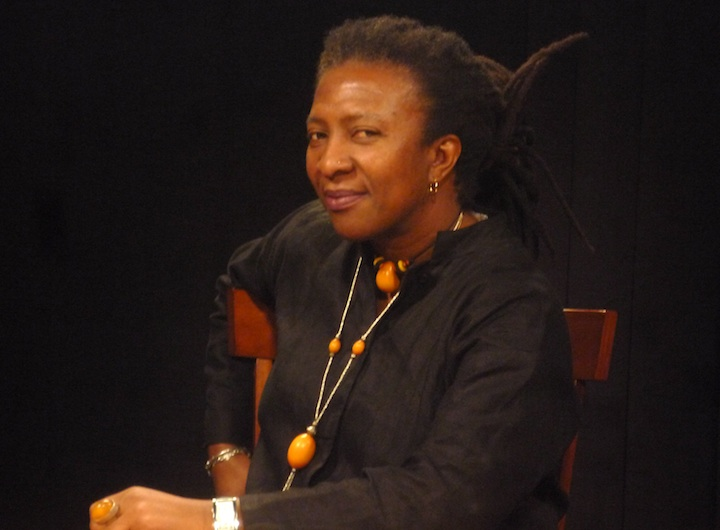
Foto di Frieda Ekotto.

Questo inizio di nuovo millennio ha attratto anche l'attenzione su opere di autori africani come la scrittrice francofona del Camerun Frieda Ekotto e quella del Ghana Ama Ata Aido.
Nel frattempo i romanzi anglofoni i quali includono personaggi e/o relazioni lesbiche hanno continuato a raccogliere premi nazionali e consensi da parte della critica letteraria, come
- Il colore viola (1982) di Alice Walker;
- Bastard out of Carolina (1992) di Dorothy Allison;
- Le ore (1998) di Michael Cunningham;
- Ladra (2002) di Sarah Waters
- ed infine anche Lost and Found (2006) di Carolyn Parkhurst[92][93].

Poiché la letteratura che presenta personaggi lesbici e relazioni sentimentali e amorose tra donne è divenuta notevolmente più accettata all'interno del sistema sociale occidentale mainstream, sia alcuni scrittori che critici hanno messo in discussione il motivo per cui ci debba essere una categoria separata per quanto concerne la letteratura lesbica.

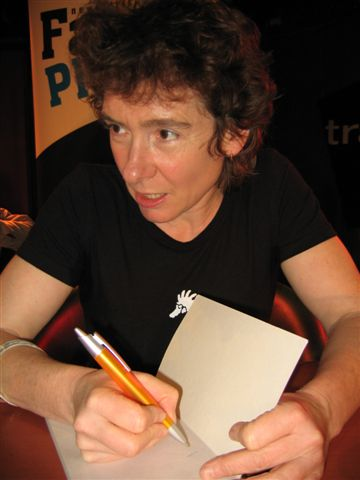
Foto di Jeanette Winterson.

"Non ho mai capito perché la fiction nel suo significato più generale (quindi eterosessuale) dovrebbe essere per tutti, mentre qualsiasi testo con inserito un personaggio gay o che includa l'esperienza gay debba essere rivolta soltanto ai gay" ha detto Jeanette Winterson, autrice del best seller del 1985 intitolato Non ci sono solo le arance.
Altri ancora hanno invece sottolineato la continua necessità di una letteratura a tema, specialmente per i lettori LGBT più giovani.

## Narrativa per giovani adulti

### Anni 1970
In Ruby (1976) di Rosa Guy la protagonista è una ragazza originaria delle Indie occidentali; il romanzo narra la vicenda della relazione da questa intrapresa con una coetanea.
Altri libri con tematiche e personaggi lesbici rivolti ad un pubblico giovanile pubblicati in quest'arco di tempo includono Happy Endings Are All Alike (1978) di Sandra Scoppettone; secondo l'opinione espressa dalla stessa autrice, "a malapena è stato recensito e quando ciò è stato fatto il giudizio non era buono", a differenza del suo romanzo sui ragazzi gay il quale è stato molto meglio accolto.
I temi più frequentemente affrontati nei libri pubblicati negli anni 1970 sono che l'omosessualità è una "fase di passaggio", o che non esistono "lieti fine" degni di nota per loro, in quanto generalmente si ritrovano a condurre una vita assi difficile.
Lo School Library Journal riporta:

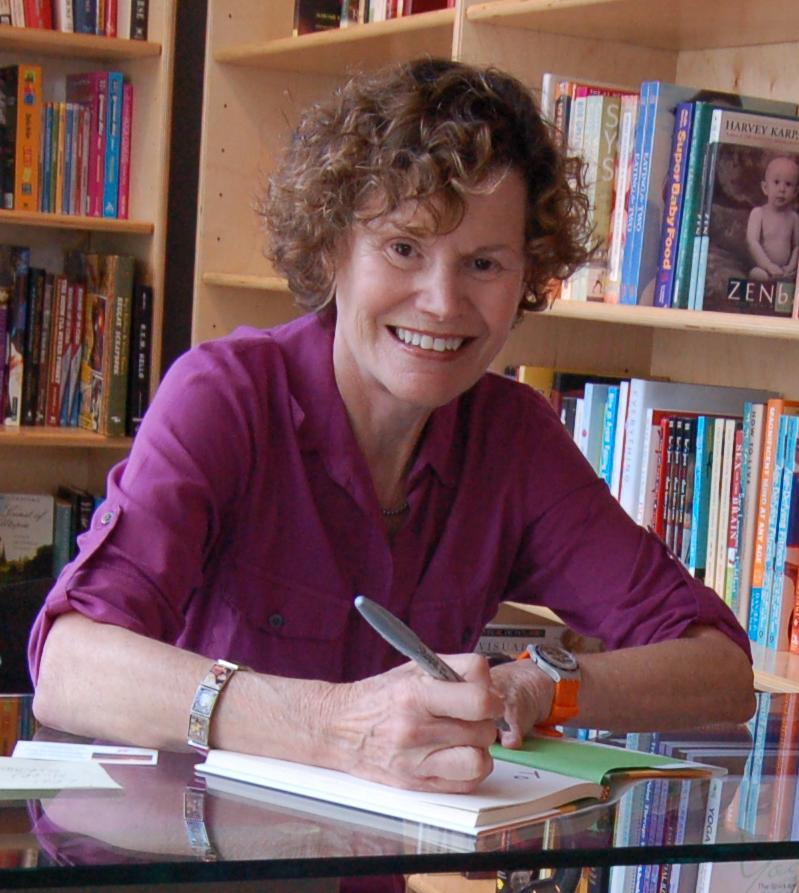
Judy Blume in una foto del 2009.

Judy Blume è stata spesso citata come esempio di "catalizzatore" in questo decennio in direzione di un aumento dell'inclusione di argomenti fino a quel momento etichettati come "tabù" nella cosiddetta letteratura per ragazzi, il che includeva anche l'omosessualità adolescenziale.

### Anni 1980
Annie on My Mind (1982) di Nancy Garden racconta la storia di due ragazze delle scuole superiori a cui capita di innamorarsi vicendevolmente. Il romanzo, che non è mai stato messo fuori catalogo, ha rappresentato un notevole passo avanti in direzione di un'omosessualità narrata in toni positivi nell'ambito della letteratura per giovani adulti. È stato pubblicato su copertina rigida oltre che da una grande casa editrice. Nel libro l'omosessualità è vista come qualcosa di permanente e quindi da esplorare, non più come una "fissazione freudiana".
In Kansas, un pastore del protestantesimo ha guidato un incendio pubblico del testo in seguito ad una polemica scoppiata a seguito della sua donazione ad una biblioteca scolastica.

### Anni 1990
Nel corso di questo decennio il numero di romanzi per giovani adulti a tema lesbico pubblicati è aumentato considerevolmente. Nancy Garden ha pubblicato due romanzi con protagonisti lesbici, Lark in the Morning (1991) e Good Moon Rising ed ha ricevuto vendite e recensioni per lo più positive.

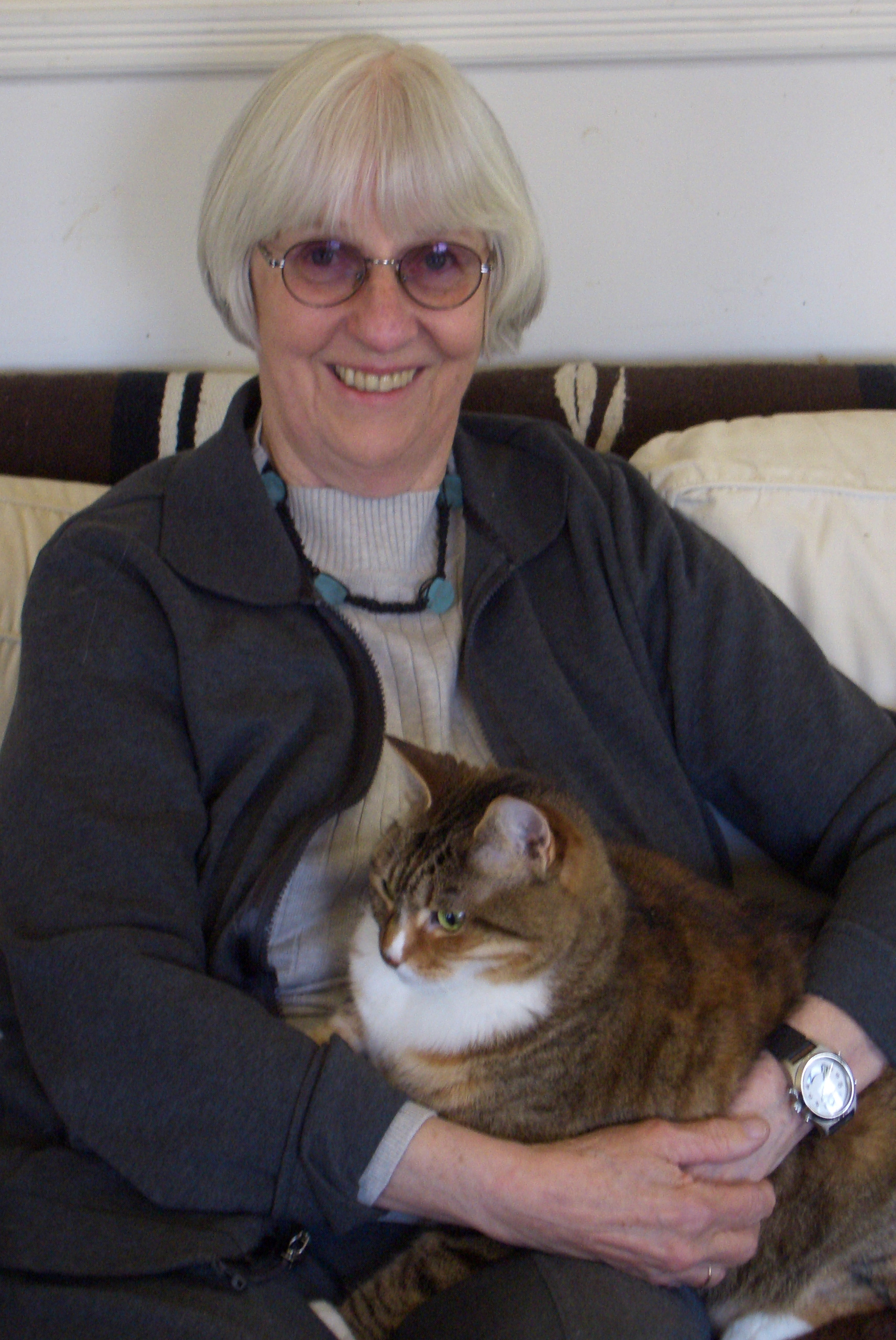
Marijane Meaker in una foto del 2007.

Nel 1994 M. E. Kerr (Marijane Meaker) ha pubblicato Deliver Us From Evie, una trama con un personaggio principale maschile che ha però una giovane sorella lesbica, che è stato ben accolto dal pubblico. Altri libri pubblicati negli anni 1990 includono:
- Dive (1996) di Stacey Donovan;
- The Necessary Hunger (1997) di Nina Revoyr;
- The House You Pass On the Way (1997) di Jacqueline Woodson;
- Girl Walking Backwards (1998) di Bett Williams (la quale intendeva il romanzo diretto verso un pubblico adulto anche se era popolare tra gli adolescenti);
- Hard Love (1999) di Ellen Wittlinger
- e Dare Truth or Promise (1999) di Paula Boock.

### Anni 2000
Gli anni 1990 hanno rappresentato un punto di svolta per i romanzi per giovani adulti che hanno esplorato le questioni lesbiche e, dal 2000, un'autentica ondata di questo tipo di letteratura per ragazzi ha raggiunto il mercato. L'atteggiamento pubblico nei confronti dei temi lesbici nella letteratura per giovani adulti è diventato sempre più assertivo e accettante.
Nel 2000 lo School Library Journal includeva Annie on My Mind nella sua lista dei 100 libri più influenti del secolo.
In passato, la maggior parte dei libri descriveva gli omosessuali come destinati a "vivere vite isolate, quasi totalmente slegati e scissi dal contesto della realtà di una comunità straordinariamente attiva". Oggi i libri mostrano anche personaggi gay non più così necessariamente compiti da stigmatizzazione e separati dalla quotidianità sociale di appartenenza.
Un popolare romanzo per adulti del 2012, The Miseducation of Cameron Post di Emily M. Danforth, racconta la storia di una ragazza di 12 anni che viene mandata in un campo per la terapia di conversione nel Montana. Nel 2016 è iniziata la lavorazione per un adattamento cinematografico: La diseducazione di Cameron Post.
Continuano tuttavia a prodursi molti meno libri sull'omosessualità femminile rispetto a quella maschile e ne vengono fatti pubblicare ancora meno sulla bisessualità. Nonostante la disponibilità di libri con temi lesbici e bisessuali per adolescenti sia notevolmente aumentata dagli anni 1960 in avanti, i racconti con protagonisti o personaggi non bianchi ad esempio sono ancora relativamente difficili da trovare.

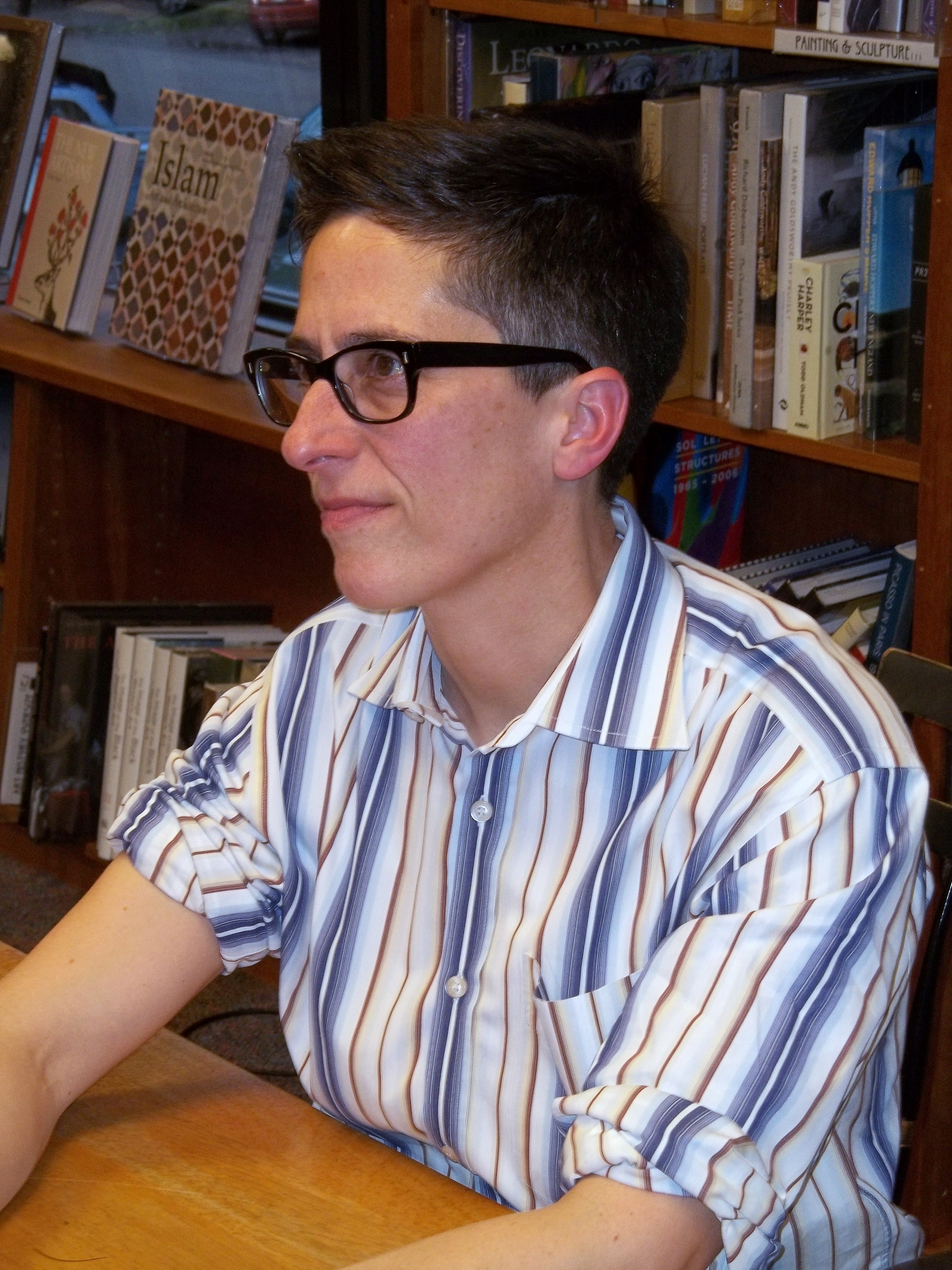
Alison Bechdel, che è stata elogiata per il suo fumetto e romanzo grafico, Fun Home. Una tragicommedia familiare, esemplifica la crescente diversificazione della letteratura lesbica nel primo scorcio del XXI secolo.

## Editoria
La prima casa editrice statunitense dedicata espressamente alla pubblicazione di libri lesbici e femministi è stata la "Daughters, Inc." di June Arnold a Plainfield (Vermont), che ha stampato La giungla di fruttirubini di Rita Mae Brown già nel 1973.
La Naiad Press è seguita di lì a poco, pubblicando il primo romanzo rosa a tema lesbico intitolato Curious Wine (1983) di Katherine V. Forrest e molti altri libri; ha chiuso definitivamente nel 2003 dopo 31 anni di attività. La co-fondatrice Barbara Grier ha consegnato i suoi libri e operatività editoriali ad una nuova casa, la Bella Books. Questa, fondata nel 2001, ha acquisito la "backlist" di Naiad, compresa la maggior parte delle opere di Jane Rule e tutte quelle di Karin Kallmaker. Il loro catalogo comprende oltre 300 titoli di romance, mistery ed erotica lesbici.
Tra gli altri editori più recenti troviamo Spinsters Ink (che è stato venduto un paio di volte e ora fa parte dell'organizzazione "Bella Books"), Rising Tide Press, Crossing Press (Ten Speed Press), Kitchen Table: Women of Color Press e New Victoria. In molti casi queste case editoriali sono state gestite da autori che hanno anche pubblicato con esse, come Barbara Wilson presso Seal Press (Da Capo Press), che è entrata a far parte della società principale Avalon Publishing (Perseus Books Group), e Joan Drury presso Spinsters Ink.
Gli attuali maggiori editori della narrativa lesbica sono Bella Books, Bold Strokes Books e Regal Crest Enterprises. Bold Strokes, fondata nel 2005, pubblica libri lesbici e omosessuali di genere poliziesco, thriller, fantascienza, avventura e altri generi LGBT. Il loro catalogo comprende 130 titoli. Regal Crest Enterprises, fondata nel 1999, ha un catalogo che attualmente supera le 150 opere e pubblica romanzi, mistery, erotismo, fantascienza, fantasy e saghe a tema.

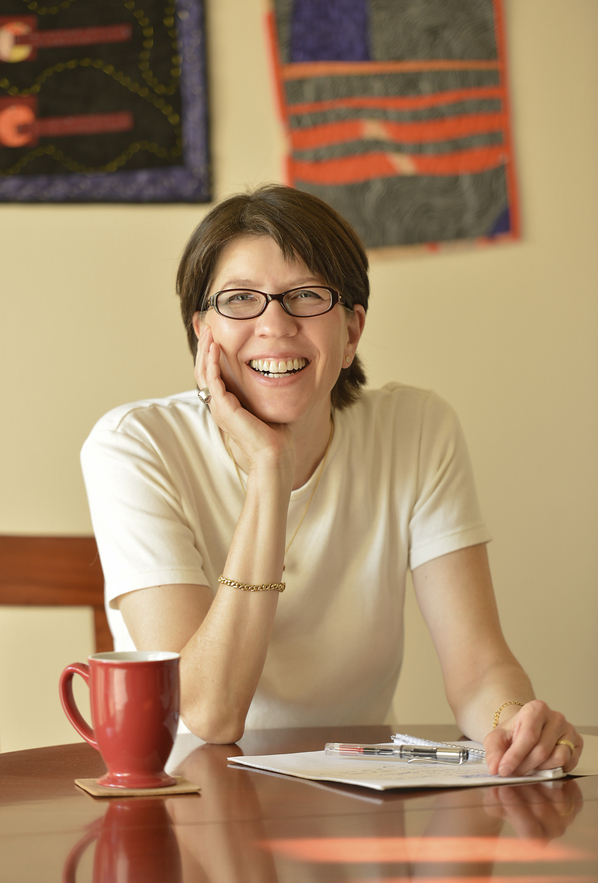
Alyson Books ha pubblicato una serie di detective lesbiche creata da Elizabeth Sims (qui in una foto del 2013).

Alyson Books è specializzata in autori LGBT e ha un certo numero di titoli lesbici.
Gli editori più piccoli di narrativa esclusivamente lesbica includono Bedazzled Ink, Bywater Books, Intaglio Publications, Sapphire Books Publishing, Supposed Crimes e Ylva Publishing; Alcune tipografie di donne producono anche narrativa lesbica, come Firebrand Books e Virago Press.

## Opere principali
- 1909: Zezé di Ángeles Vicente
- 1928: Il pozzo della solitudine di Radclyffe Hall
- 1936: La foresta di notte di Djuna Barnes
- 1943: Due signore perbene di Jane Bowles
- 1951: Le rempart des Béguinesdi Françoise Mallet-Joris
- 1952: Carol di Patricia Highsmith

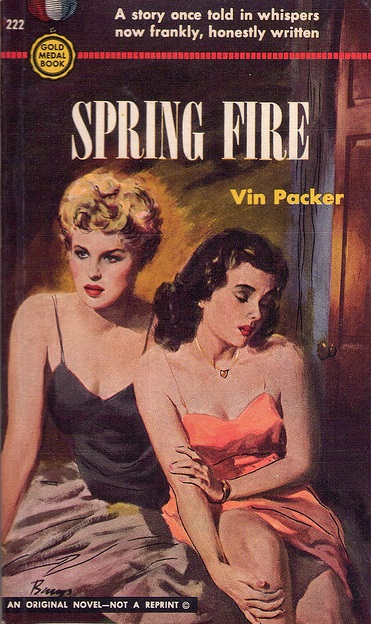
Copertina di Spring Fire del 1952.

- 1952: Spring Fire di Marijane Meaker (alias Vin Packer)
- 1956: Cioccolata a colazione di Pamela Moore
- 1957-62: la serie The Beebo Brinker Chronicles di Ann Bannon
- 1964: Cuori nel deserto di Jane Rule
- 1965: Mrs. Stevens Hears the Mermaids Singing di May Sarton
- 1966: Thérèse e Isabelle di Violette Leduc
- 1966: Microcosm di Maureen Duffy
- 1971: Patience and Sarah di Isabel Miller (Alma Routsong)
- 1973: La giungla di fruttirubini di Rita Mae Brown
- 1975: The Femal Man di Joanna Russ
- 1982: Il colore viola di Alice Walker
- 1982: Annie on My Mind di Nancy Garden
- 1985: The Swashbuckler di Lee Lynch
- 1985: Non ci sono solo le arance di Jeanette Winterson
- 1985: Memory Board di Jane Rule
- 1991: Send My Roots Rain di Ibis Gómez-Vega
- 1993: Stone Butch Blues di Leslie Feinberg
- 1996: Along the Journey River di Carole LaFavor
- 1996: Memory Mambo di Achy Obejas
- 1998: Carezze di velluto di Sarah Waters
- 1998: Le ore di Michael Cunningham
- 2002: Ladra di Sarah Waters
- 2003: Garis Tepi Seorang Lesbian di Herlinatiens (nata Herlina Tien Suhesti)
- 2003: Southland (romanzo) di Nina Revoyr
- 2004: Sugar Rush (romanzo) di Julie Burchill
- 2009: Ash (romanzo) di Malinda Lo

## Altre autrici degne di nota
- Ellen DeGeneres
- Emma Donoghue
- Lillian Faderman
- Jeanne Galzy
- Bertha Harris
- Malinda Lo
- Julie Anne Peters
- Sarah Schulman
- Michelle Tea
- Valerie Taylor
- Ebine Yamaji

### Altre letture
- Devon W. Carbado, Black Like Us: A Century of Lesbian, Gay, and Bisexual African American Fiction, Cleis Press, 2011.
- Terry Castle, The Literature of Lesbianism: A Historical Anthology from Ariosto to Stonewall, Columbia University Press, 2003.
- Jodie Medd, The Cambridge Companion to Lesbian Literature, Cambridge University Press, 2016.
- Meredith Miller, Historical Dictionary of Lesbian Literature, Scarecrow Press, 2006.
- Vicente, Ángeles; Quaranta, Vincenzo (a cura di), Zezé, Bologna: Alma Mater Studiorum - Università di Bologna, Genealogie e futuri (2), DOI: 10.60923/gef-2025-2, 2025.